# Liste der Biografien/Rol
Liste der Biografien |
Portal Biografien |
Personensuche
# |
A |
B |
C |
D |
E |
F |
G |
H |
I |
J |
K |
L |
M |
N |
O |
P |
Q |
R |
S |
T |
U |
V |
W |
X |
Y |
Z |
?
 
Ra |
Rb |
Rd |
Re |
Rh |
Ri |
Rj |
Rk |
Rl |
Rm |
Rn |
Ro |
Rr |
Rs |
Rt |
Ru |
Rv |
Rw |
Rx |
Ry |
Rz
 
Roa |
Rob |
Roc |
Rod |
Roe |
Rof |
Rog |
Roh |
Roi |
Roj |
Rok |
Rol |
Rom |
Ron |
Roo |
Rop |
Roq |
Ror |
Ros |
Rot |
Rou |
Rov |
Row |
Rox |
Roy |
Roz 
Die Liste der Biografien führt alle Personen auf, die in der deutschsprachigen Wikipedia einen Artikel haben. Dieses ist eine Teilliste mit 547 Einträgen von Personen, deren Namen mit den Buchstaben „Rol“ beginnt.

## Rol
- Rol, Emmanuelle (* 1986), Schweizer Seglerin
- Rol, Franco (1908–1977), italienischer Automobilrennfahrer
- Rol, Frédérique (* 1993), Schweizer Ruderin
- Rol, Georges (1926–2017), französischer Geistlicher, römisch-katholischer Bischof von Angoulême
- Rol, Jan (1933–2012), niederländischer Radrennfahrer
- Rol, Ronald (* 1962), niederländischer Radrennfahrer
- Rol-Tanguy, Cécile (1919–2020), französische Widerstandskämpferin
- Rol-Tanguy, Henri (1908–2002), französischer Widerstandskämpfer

### Rola
- Rola (* 1990), deutsche R&B-Sängerin
- Rola, Anisa (* 1994), slowenische Fußballspielerin
- Rola, Blaž (* 1990), slowenischer Tennisspieler
- Rola, Carlo (1958–2016), deutscher Regisseur, Filmproduzent und Drehbuchautor
- Rola-Żymierski, Michał (1890–1989), polnischer Militär, Marschall von PolenMichał Rola-Żymierski (1890–1989)

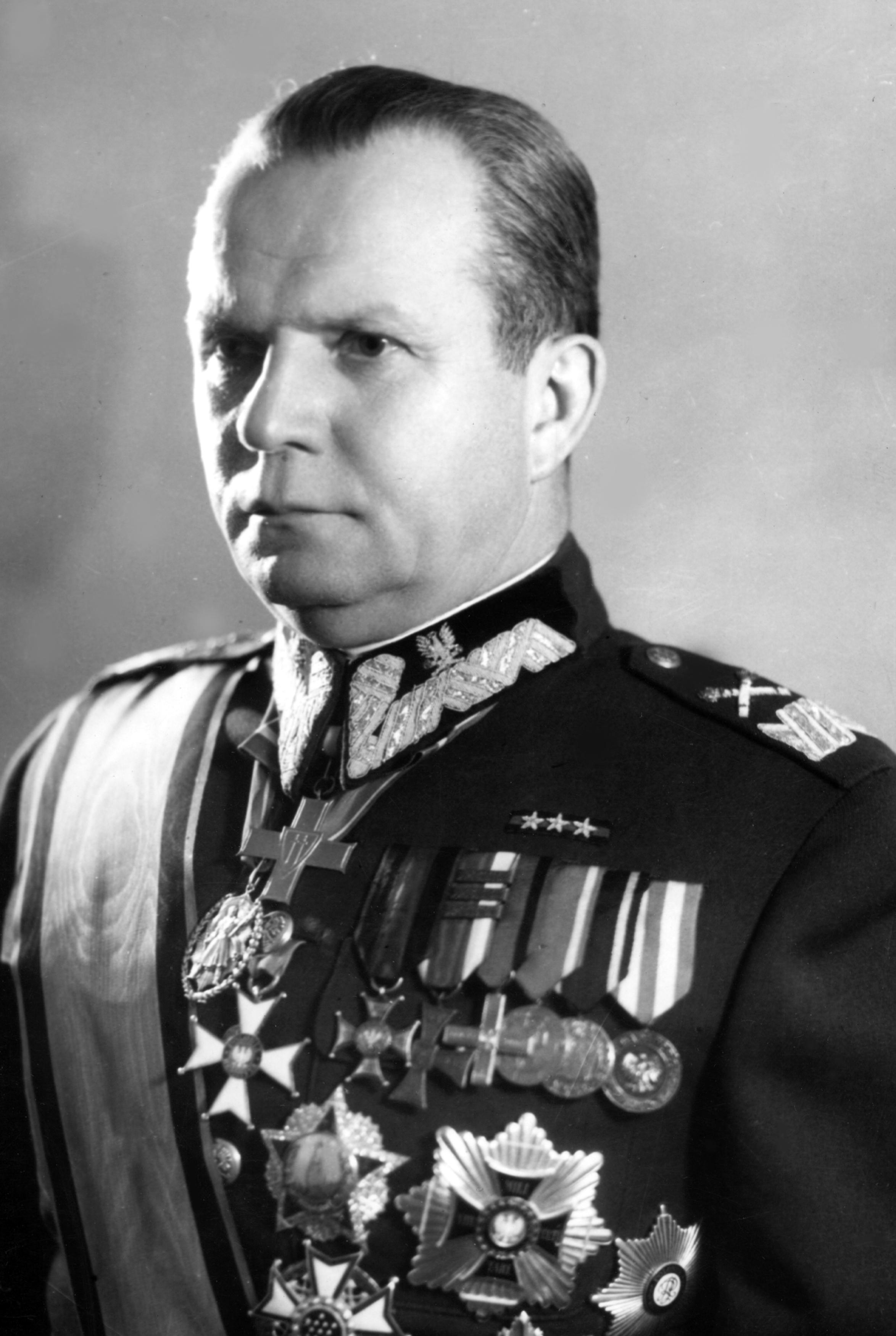
Michał Rola-Żymierski (1890–1989)

- Rolán, Diego (* 1993), uruguayischer Fußballspieler
- Rolán, Néstor (* 1962), argentinischer Tangosänger
- Rolán, Tomás (1936–2014), uruguayischer Fußballspieler
- Roland 138 BPM (* 1964), deutscher Techno-DJ und -Musiker
- Roland de La Platière, Jean-Marie (1734–1793), französischer Revolutionär
- Roland der Furzer, Hofnarr und Kunstfurzer
- Roland Holst, Henriette (1869–1952), niederländische Lyrikerin und Politikerin
- Roland Holst, Richard (1868–1938), niederländischer Maler, Plakatkünstler, Buchgestalter
- Roland von Chézery, römisch-katholischer Heiliger
- Roland von Parma, mittelalterlicher parmesischer Mediziner
- Roland von Salsomaggiore († 1386), Abkömmling der Adelsfamilie der Medici, Einsiedler und Seliger
- Roland von Uutkercke († 1442), Herr von Hemstede, Hogenbrouck, Heestert und Hemsrode
- Roland W. (1941–2009), deutscher Schlagersänger
- Roland, Ad (* 1945), niederländischer Radio- und Medienberater
- Roland, Andreas, Major im Regiment Erlach
- Roland, Ari, US-amerikanischer Jazzmusiker (Bas)
- Roland, Berthold († 1428), deutscher Kaufmann und Ratsherr der Hansestadt Lübeck
- Roland, Berthold (1928–2022), deutscher Kunsthistoriker und Museumsleiter
- Roland, Conrad (1934–2020), deutscher Architekt
- Roland, Doug, US-amerikanischer Filmregisseur und Filmproduzent
- Roland, Floyd (* 1961), kanadischer Politiker
- Roland, Folker (* 1964), deutscher Betriebswirt und Hochschullehrer
- Roland, Gene (1921–1982), amerikanischer Jazz-Komponist, Arrangeur und Musiker
- Roland, George (* 1882), Filmregisseur, Filmproduzent und Filmeditor
- Roland, Georges (1922–1991), belgischer Tischtennis-Nationalspieler und -trainer sowie ein Astronom
- Roland, Gilbert (1905–1994), US-amerikanischer FilmschauspielerGilbert Roland (1905–1994)

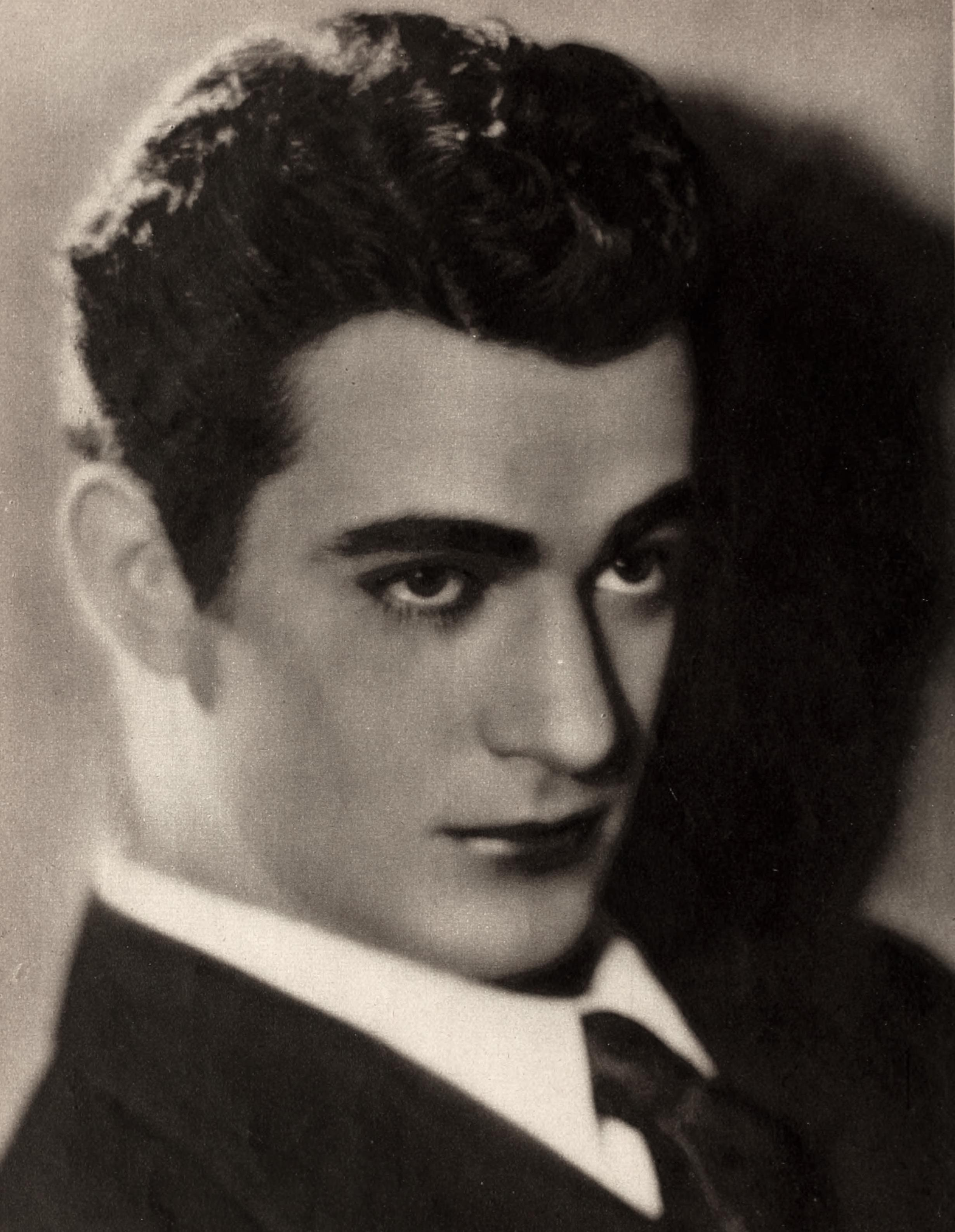
Gilbert Roland (1905–1994)

- Roland, Ida (1881–1951), österreichische Schauspielerin
- Roland, Jeanne (* 1942), englische Schauspielerin
- Roland, Joe (1920–2009), US-amerikanischer Vibraphonist des Modern Jazz
- Roland, Jordan (* 1997), US-amerikanischer Basketballspieler
- Roland, Jürgen (1925–2007), deutscher Regisseur
- Roland, Larry (1949–2023), US-amerikanischer Jazzmusiker (Kontrabass, Sprache) und Lyriker
- Roland, Lestrod (* 1992), Leichtathlet aus St. Kitts und Nevis
- Roland, Lord of Galloway († 1200), schottischer Magnat
- Roland, Madame (1754–1793), französische RevolutionärinMadame Roland (1754–1793)

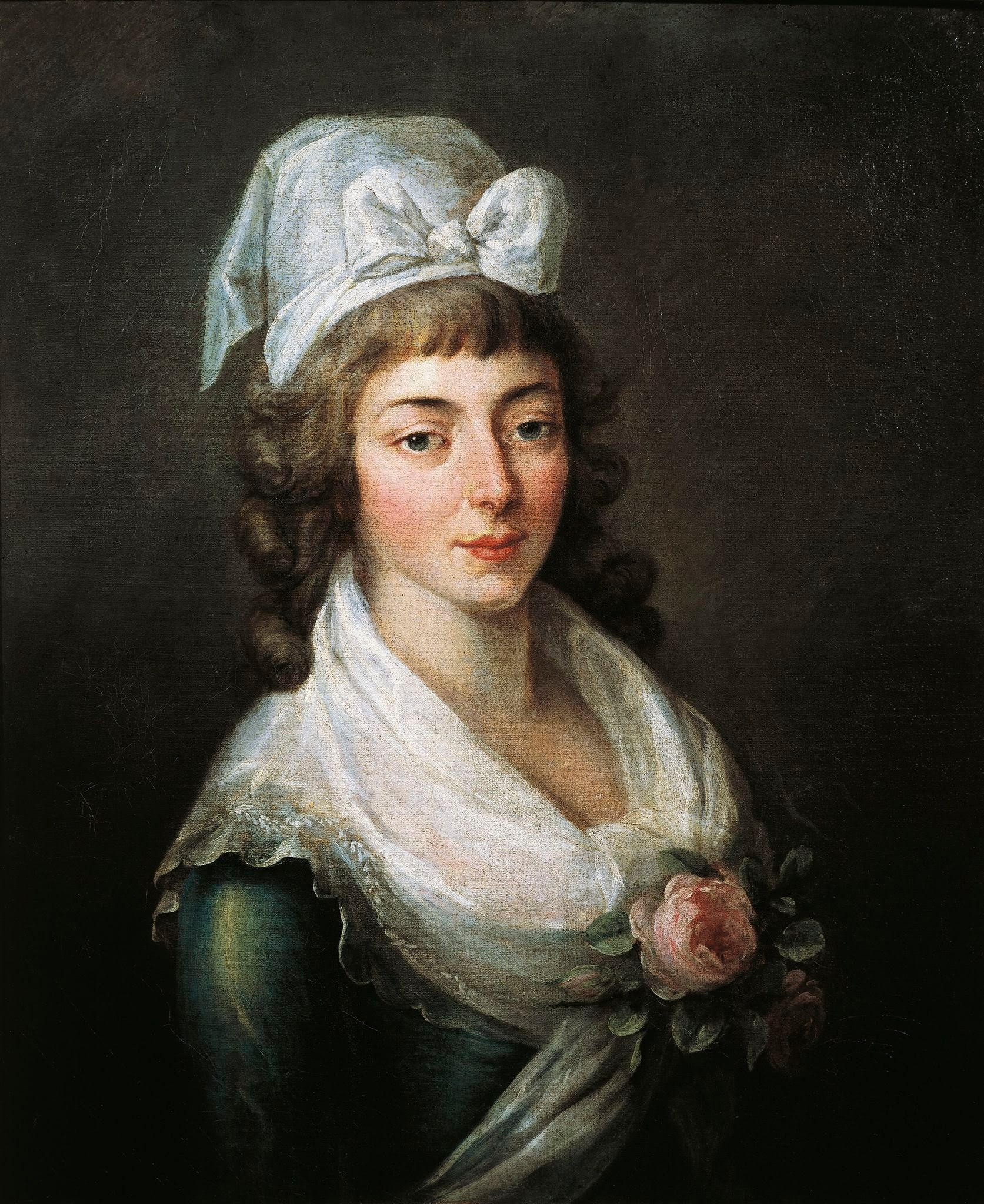
Madame Roland (1754–1793)

- Roland, Marc (1894–1975), deutscher Komponist, Filmregisseur, Drehbuchautor und Kapellmeister
- Roland, Olivier (* 1984), belgisch-kanadischer Eishockeyspieler
- Roland, Otto (1904–1984), deutscher Schauspieler, Regisseur, Intendant, Hörspielsprecher und Schriftsteller
- Roland, Pascal Marie (* 1951), französischer Geistlicher, Bischof von Belley-Ars
- Roland, Paul (* 1959), britischer Musiker, Schriftsteller und Journalist
- Roland, Pauline (1805–1852), französische Aktivistin in der Arbeiterbewegung, Feministin, Saint-Simonistin
- Roland, Renate (1943–2024), deutsche Schauspielerin
- Roland, Rita (1914–1998), US-amerikanische Filmeditorin
- Roland, Ruth (1892–1937), US-amerikanische Film- und Theaterschauspielerin sowie Filmproduzentin
- Roland, Ulrich (* 1953), deutscher Politiker (SPD)
- Roland-Gosselin, Benjamin-Octave (1870–1952), französischer Bischof
- Roland-Lücke, Ludwig (1855–1917), deutscher Bankier, Vorstand der Deutschen Bank und Politiker (NLP), MdR
- Roland-Manuel (1891–1966), französischer Komponist und Musikkritiker
- Rolander, Daniel (1723–1793), schwedischer Naturkundler
- Rolando von Dol, italienischer Kardinal
- Rolando, Conrado (1904–1970), uruguayischer Fechter
- Rolando, Don, Künstler und Buchautor
- Rolando, Giuseppe (* 1931), italienischer Filmregisseur, Drehbuchautor und Filmproduzent
- Rolando, Luigi (1773–1831), italienischer Anatom und Physiologe
- Rolando, Roberto, argentinischer Fußballspieler
- Rolandus, Jacobus (1562–1632), reformierter Theologe
- Rolant, Albert (1928–2020), deutscher Schauspieler und Hörspielsprecher

### Rold
- Roldán Cuenya, Beatriz (* 1976), spanische Physikerin
- Roldán, Amadeo (1900–1939), kubanischer Komponist und Dirigent
- Roldán, Ana (* 1977), mexikanische bildende Künstlerin
- Roldán, Antonio (* 1946), mexikanischer Boxer
- Roldán, Carlos (1913–1973), uruguayischer Tangosänger und Schauspieler
- Roldan, Cristian (* 1995), US-amerikanischer Fußballspieler
- Roldán, Eduardo (* 1949), mexikanischer Botschafter
- Roldán, Fernando (1930–2019), chilenischer Fußballspieler
- Roldán, Francisco († 1502), spanischer Kolonialherr
- Roldán, José Luis (* 1985), spanischer Radrennfahrer
- Roldán, Juan (1957–2020), argentinischer Boxer
- Roldán, Luis (1943–2022), spanischer Politiker, Direktor der Guardia Civil
- Roldán, Luis G. (1910–1986), mexikanischer Sänger
- Roldán, Luisa Ignacia (1652–1706), spanische Bildhauerin
- Roldan, Mara (* 2004), kanadische Radrennfahrerin
- Roldán, Nahuel (* 1998), uruguayischer Fußballspieler
- Roldan, Nicolas (* 1982), US-amerikanischer Polospieler
- Roldán, Pedro (1624–1699), spanischer Bildhauer
- Roldán, Pilar (* 1939), mexikanische Fechterin
- Roldán, Weimar (* 1985), kolumbianischer Radrennfahrer
- Roldán, Wilmar (* 1980), kolumbianischer Fußballschiedsrichter
- Roldão, Denilson Rodriguez (* 2000), brasilianischer Fußballspieler
- Roldós i Freixes, Mercè (1910–1989), katalanische Pianistin, Komponistin und Musikpädagogin
- Roldós, Jaime (1940–1981), ecuadorianischer Rechtsanwalt und Politiker, Präsident von Ecuador
- Roldós, León (* 1942), ecuadorianischer Rechtsanwalt und Politiker, Vizepräsident von Ecuador
- Roldugin, Sergei Pawlowitsch (* 1951), russischer CellistSergei Pawlowitsch Roldugin (* 1951)

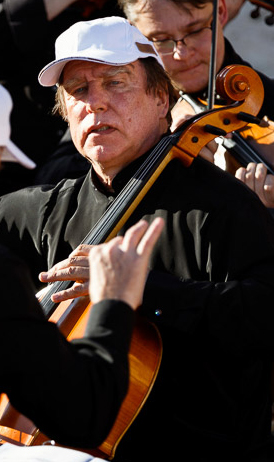
Sergei Pawlowitsch Roldugin (* 1951)

### Role
- Roleder, Cindy (* 1989), deutsche Leichtathletin
- Roleder, Helmut (* 1953), deutscher Fußballspieler
- Roleff, Heinrich (1878–1966), deutscher Bischof
- Roleff, Peter (1906–1994), deutscher Tanzpädagoge
- Roleffes, Anna († 1663), deutsche Schankwirtin, Dienstmagd, Heilkundige und Wahrsagerin, in Braunschweig als „Hexe“ verurteilt und hingerichtet
- Rolek, Ferenc (* 1953), ungarischer Badmintonspieler
- Rolén, Olle (* 1944), schwedischer Skirennläufer
- Rolence, Hayden (* 2004), US-amerikanischer Schauspieler
- Rolero, Mathías (* 1988), uruguayischer Fußballspieler
- Roles, Barbara (* 1941), US-amerikanische Eiskunstläuferin
- Rolevinck, Werner (1425–1502), Kartäusermönch

### Rolf
- Rolf Krake, dänischer König, historisch nicht gesichert
- Rolf, Arno (* 1942), deutscher Informatiker, Professor für Informatiksysteme in Organisationen und Gesellschaft an der Universität Hamburg
- Rolf, Eckard (* 1951), deutscher Germanist
- Rolf, Edwin (1899–1991), deutsch-österreichischer Ingenieur, Hobbyastronom und Konstrukteur von Teleskopen
- Rolf, Ernst (1891–1932), schwedischer Sänger, Schauspieler und Revueleiter
- Rolf, Ewald (1901–1993), deutscher Bergmannsdichter
- Rolf, Ida (1896–1979), US-amerikanische Biologin, Begründerin der nach ihr benannten Behandlung Rolfing
- Rolf, Malte (* 1970), deutscher Historiker
- Rolf, Tom (1931–2014), schwedischer Filmeditor
- Rolfe Johnson, Anthony (1940–2010), britischer Opernsänger (Tenor)
- Rolfe, Edwin (1909–1954), US-amerikanischer Dichter
- Rolfe, Frederick (1860–1913), britischer Schriftsteller und Fotograf
- Rolfe, Guy (1911–2003), britischer SchauspielerGuy Rolfe (1911–2003)

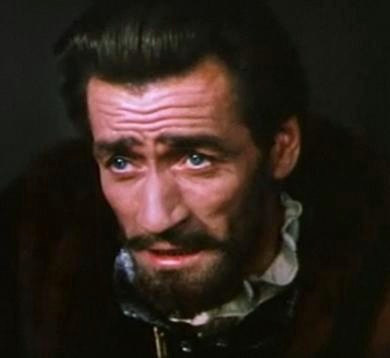
Guy Rolfe (1911–2003)

- Rolfe, John (1585–1622), englischer Tabakpflanzer
- Rolfe, Lilian (1914–1945), britische Widerstandskämpferin im besetzten Frankreich
- Rolfe, Onslow S. (1895–1985), US-amerikanischer Offizier, Brigadegeneral der US Army
- Rolfe, Robert Allen (1855–1921), englischer Botaniker
- Rolfe, Robert, 1. Baron Cranworth (1790–1868), britischer Jurist, Politiker, Mitglied des House of Commons und Lordkanzler
- Rolfe, Sam (1924–1993), US-amerikanischer Drehbuchautor und Filmproduzent
- Rolfe, Thomas (1615–1680), einziger Sohn von Pocahontas und ihrem britischen Ehemann John Rolfe
- Rolfes, Bernd (* 1957), deutscher Wirtschaftswissenschaftler
- Rolfes, Eugen (1852–1931), deutscher Priester und Aristoteles-Übersetzer
- Rolfes, Heinz (* 1947), deutscher Politiker (CDU), MdL
- Rolfes, Helmuth (* 1944), deutscher römisch-katholischer Theologe
- Rolfes, Ilona (* 1973), deutsche Elektrotechnikerin und Hochschullehrerin
- Rolfes, Max (1894–1981), deutscher Agrarwissenschaftler
- Rolfes, Nina (* 1999), deutsche Fußballspielerin
- Rolfes, Simon (* 1982), deutscher Fußballspieler und -funktionärSimon Rolfes (* 1982)

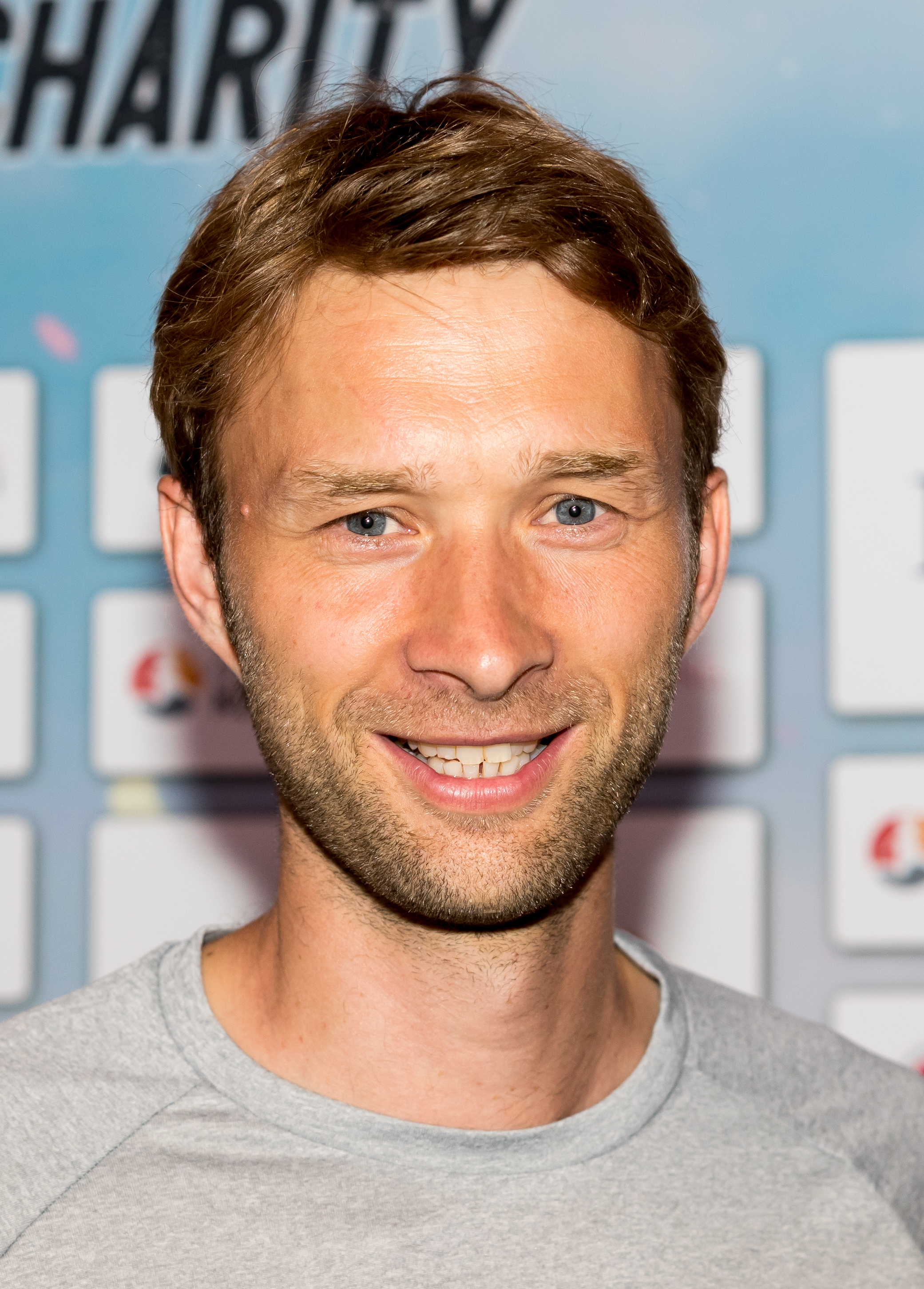
Simon Rolfes (* 1982)

- Rolfes, Willi (* 1964), deutscher Sozialpädagoge und Fotograf
- Rolff, Hans-Günter (* 1939), deutscher Erziehungswissenschaftler
- Rolff, Hilmer (* 1952), deutscher Journalist und Fernsehmoderator
- Rolff, Victor (1878–1950), deutscher Unternehmer
- Rolff, Victor (1934–2012), deutscher Unternehmer, Mäzen und Automobilrennfahrer
- Rolff, Wolfgang (* 1959), deutscher Fußballspieler und -trainer
- Rolffes, Kirsten (1928–2000), dänische Schauspielerin
- Rolffs, Ernst (1867–1947), lutherischer Theologe und Stadtsuperintendent in Osnabrück
- Rolffs, Julius (1868–1946), Architekt
- Rolffsen, Franz Nikolaus († 1802), deutscher Kupferstecher
- Rolfi, Lidia Beccaria (1925–1996), italienische Schriftstellerin und Resistenzakämpferin
- Rolfinck, Werner (1599–1673), deutscher Arzt, Naturforscher und Botaniker
- Rolfing, Heinrich (* 1958), deutscher Schauspieler
- Rölfing, Ulrich (* 1958), deutscher Maler und Bildhauer
- Rolfö, Fridolina (* 1993), schwedische FußballspielerinFridolina Rolfö (* 1993)

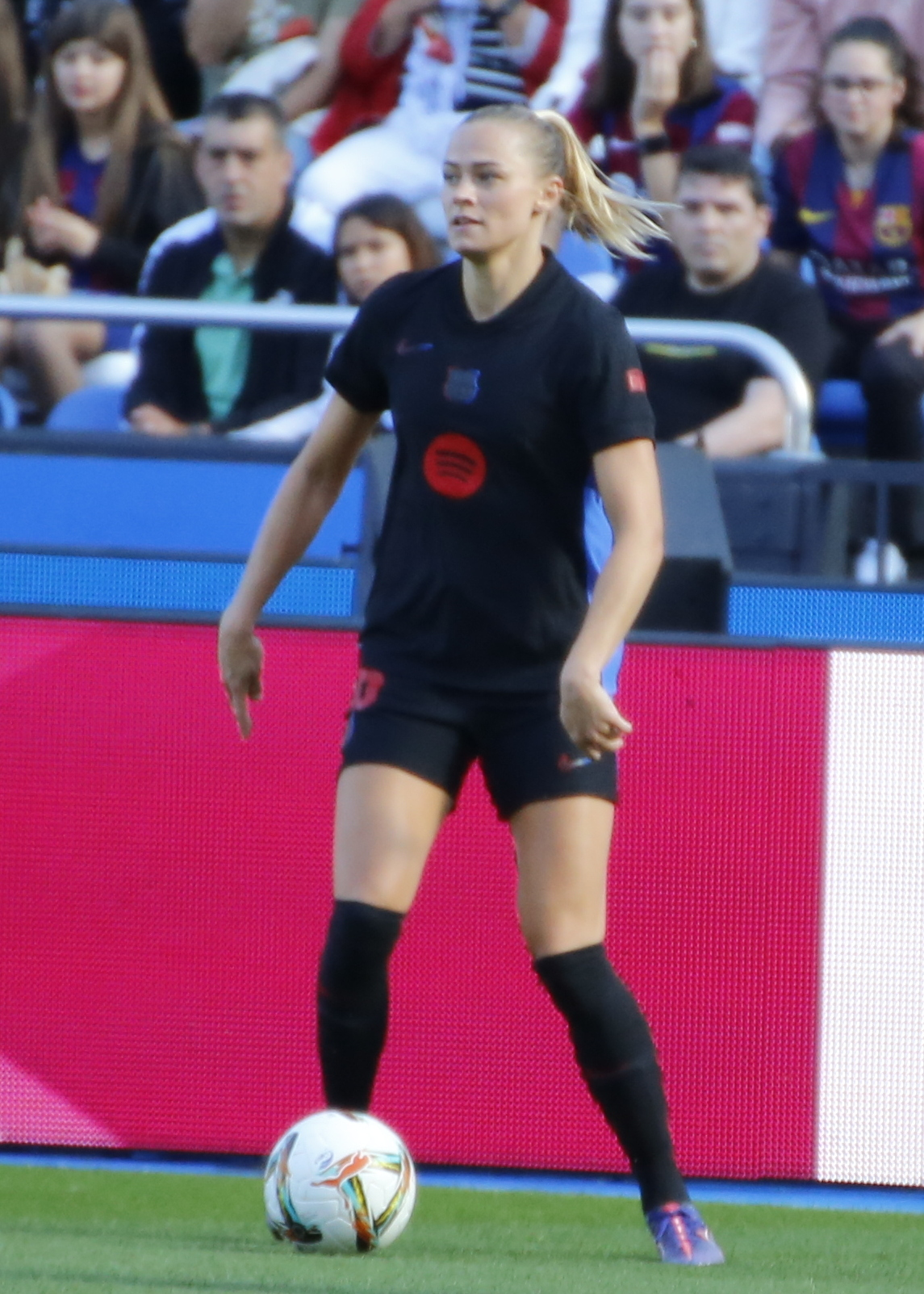
Fridolina Rolfö (* 1993)

- Rolfo, Roberto (* 1980), italienischer Motorradrennfahrer
- Rolfs, Christian (* 1966), deutscher Rechtswissenschaftler und Hochschullehrer
- Rolfs, Claus (* 1941), deutscher Physiker und Hochschullehrer
- Rolfs, Effi B. (* 1968), deutsche Kabarettistin, Autorin, Malerin, Grafikerin, Theaterleiterin
- Rolfs, Fiona (* 1990), deutsche Fußballspielerin
- Rolfs, Richard W. (1923–2022), US-amerikanischer Jesuit und Historiker
- Rolfs, Rudolf (1920–2004), deutscher Satiriker und Theaterleiter
- Rolfsen, Alf (1895–1979), norwegischer Maler
- Rolfus, Karl (1819–1907), deutscher katholischer Priester, Klostergründer
- Rolfzen, Amber (* 1994), US-amerikanische Volleyballspielerin
- Rolfzen, Kadie (* 1994), US-amerikanische Volleyballspielerin

### Rolh
- Rolhion, Roger (1909–1977), französischer Fußballspieler und -trainer

### Roli
- Roli, Mino (* 1927), italienischer Drehbuchautor
- Rolicz-Lieder, Wacław (1866–1912), polnischer Lyriker der Epoche des Symbolismus
- Rolie, Gregg (* 1947), US-amerikanischer Rocksänger und Keyboarder
- Rolig, Marjut (* 1966), finnische Skilangläuferin
- Rolim, Yann (* 1995), brasilianischer Fußballspieler
- Rolin, Albéric (1843–1937), belgischer Jurist und Völkerrechtsexperte
- Rolín, Alexis (* 1989), uruguayischer Fußballspieler
- Rolin, Claude (* 1957), belgischer Politiker, MdEP
- Rolin, Dominique (1913–2012), belgische Schriftstellerin französischer Sprache
- Rolin, Etienne (* 1952), französischer Musiker, Komponist und Bildhauer
- Rolin, Gustav (1863–1937), österreichischer Romanist böhmischer Herkunft
- Rolin, Henri (1891–1973), belgischer Jurist und Politiker
- Rolin, Jean (1408–1483), französischer Bischof und Kardinal
- Rolin, Jean (* 1949), französischer Schriftsteller und Journalist
- Rolin, Nicolas (1376–1462), Kanzler der Herzöge von BurgundNicolas Rolin (1376–1462)

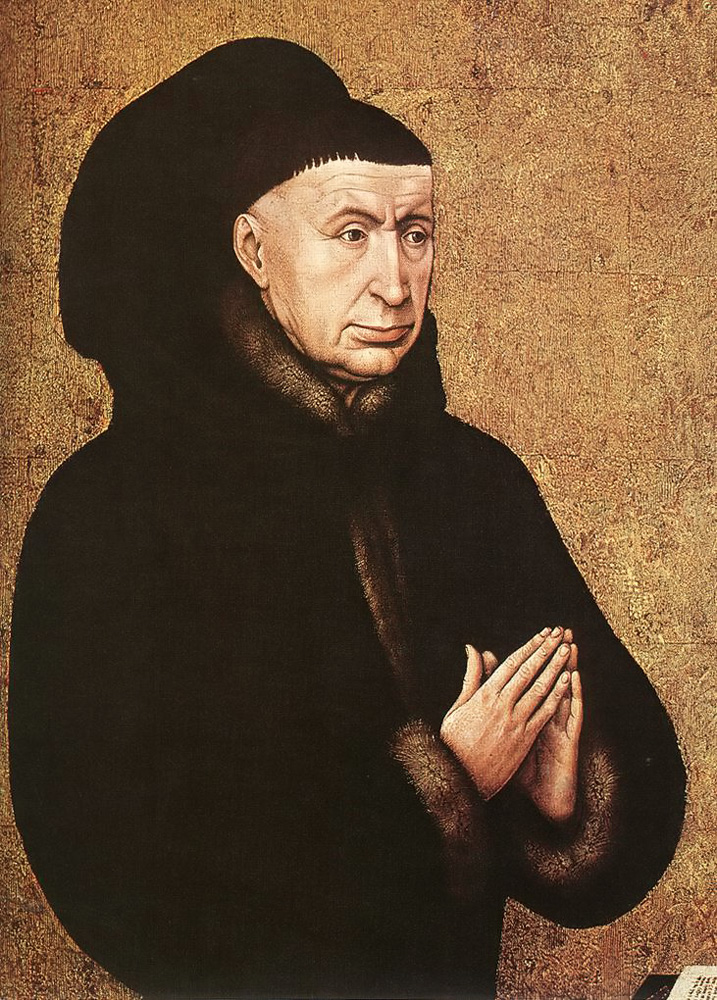
Nicolas Rolin (1376–1462)

- Rolin, Olivier (* 1947), französischer Reiseschriftsteller und Romanautor
- Rolin-Jaequemyns, Édouard (1863–1936), belgischer Jurist, Politiker, Diplomat und Völkerrechtsexperte
- Rolin-Jaequemyns, Gustave (1835–1902), belgischer Jurist, Politiker und Diplomat
- Rolin-Meister, Buchmaler
- Rolinck, Eberhard (* 1937), deutscher römisch-katholischer Theologe
- Rolinek, Tomáš (* 1980), tschechischer Eishockeyspieler
- Roling, Bernd (* 1972), deutscher Mittellateinischer Philologe und Hochschullehrer
- Röling, Bert (1906–1985), niederländischer Rechtswissenschaftler
- Roling, Esther (* 1979), deutsche Schauspielerin
- Röling, Jan (* 1999), deutscher Volleyballspieler
- Röling, Johann (1634–1679), deutscher Dichter und Kirchenlieddichter
- Röling, Johann Joachim (1705–1778), evangelisch-lutherischer Theologe und Unitarier
- Rolins, Dara (* 1972), slowakische Musikerin und SchauspielerinDara Rolins (* 1972)

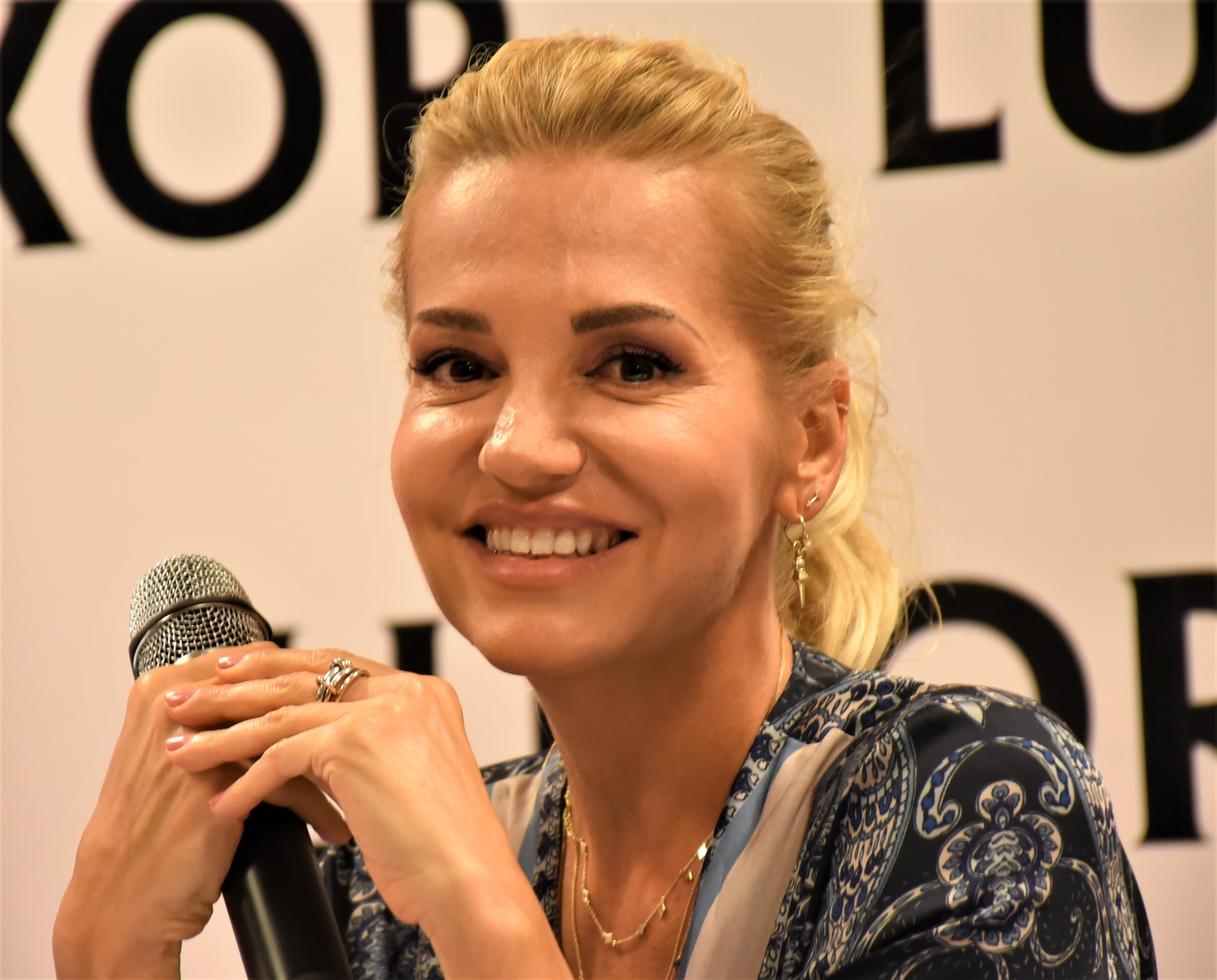
Dara Rolins (* 1972)

- Rolinski, Klaus (* 1932), deutscher Jurist und Hochschullehrer
- Rolinski, Rina (* 1978), deutsche Fußballspielerin
- Rolison, Debra (* 1954), US-amerikanische Chemikerin

### Rolk
- Rolka, Maximilian (* 1996), polnisch-deutscher Handballspieler
- Rolke, Lothar (* 1954), deutscher Autor und Hochschullehrer, Professor für BWL und Unternehmenskommunikation
- Rölke, Tony (* 2003), deutscher Fußballspieler
- Rolker, Christof (* 1979), deutscher Historiker
- Rölker, Roland (* 1951), Historiker und Archivar
- Rolker, Winfred (1892–1978), US-amerikanischer Geher
- Rolko, Miloslav (* 1960), Schwimmer

### Roll
- Roll Anker, Nini (1873–1942), norwegische Schriftstellerin
- Roll von Emmenholz, Franz Joseph von († 1815), Schweizer Militär in französischen Dienste
- Roll von Emmenholz, Franz Viktor Augustin von († 1773), Solothurner Grossrat, Seckelmeister, Schultheiss und Tagsatzungsgesandter
- Roll zu Bernau, Ignaz Felix von (1719–1795), Landkomtur des Deutschen-Ritterordens
- Roll zu Bernau, Johann Nepomuk von (1761–1832), Domkapitular und Domdekan in Konstanz und Domherr in Osnabrück sowie Domizellar in Worms
- Roll zu Bernau, Joseph Anton von (1681–1768), Geheimer Rat und Domherr in Worms und Münster
- Roll, Alfred Philippe (1846–1919), französischer Maler
- Roll, Bob (* 1960), US-amerikanischer Radrennfahrer
- Roll, Christine (* 1960), deutsche Historikerin und Hochschullehrerin
- Roll, Eric, Baron Roll of Ipsden (1907–2005), britischer Wirtschaftswissenschaftler, Beamter und Bankier
- Roll, Eugen (1899–1988), deutscher Autor und Anthroposoph
- Roll, Evelyn (* 1952), deutsche Journalistin und Publizistin
- Roll, Ferdinand (1831–1921), norwegischer Jurist und Politiker (Høyre), Mitglied des Storting
- Röll, Franz (1886–1952), deutscher Politiker (SPD), MdL Bayern
- Röll, Franz Josef (* 1949), deutscher Soziologe und emeritierter Professor für Neue Medien und Medienpädagogik an der Hochschule Darmstadt
- Röll, Fritz (1879–1956), deutscher Bildhauer
- Roll, Gernot (1939–2020), deutscher Kameramann
- Roll, Gertrud (* 1936), deutsche Schauspielerin
- Roll, Günther (1905–1990), deutscher Ruderer
- Roll, Hans Ulrich (1910–2000), deutscher Meteorologe
- Roll, Hans-Achim (* 1942), deutscher Verwaltungsjurist und Ministerialbeamter
- Roll, Heinrich († 1534), Prediger der Täufer in Wassenberg, Münster und Maastricht
- Roll, Hermanus Frederik (1867–1935), niederländischer Arzt
- Roll, Idan (* 1984), israelisches Model und Politiker
- Roll, Jelly (* 1984), US-amerikanischer Sänger, Rapper und SongwriterJelly Roll (* 1984)

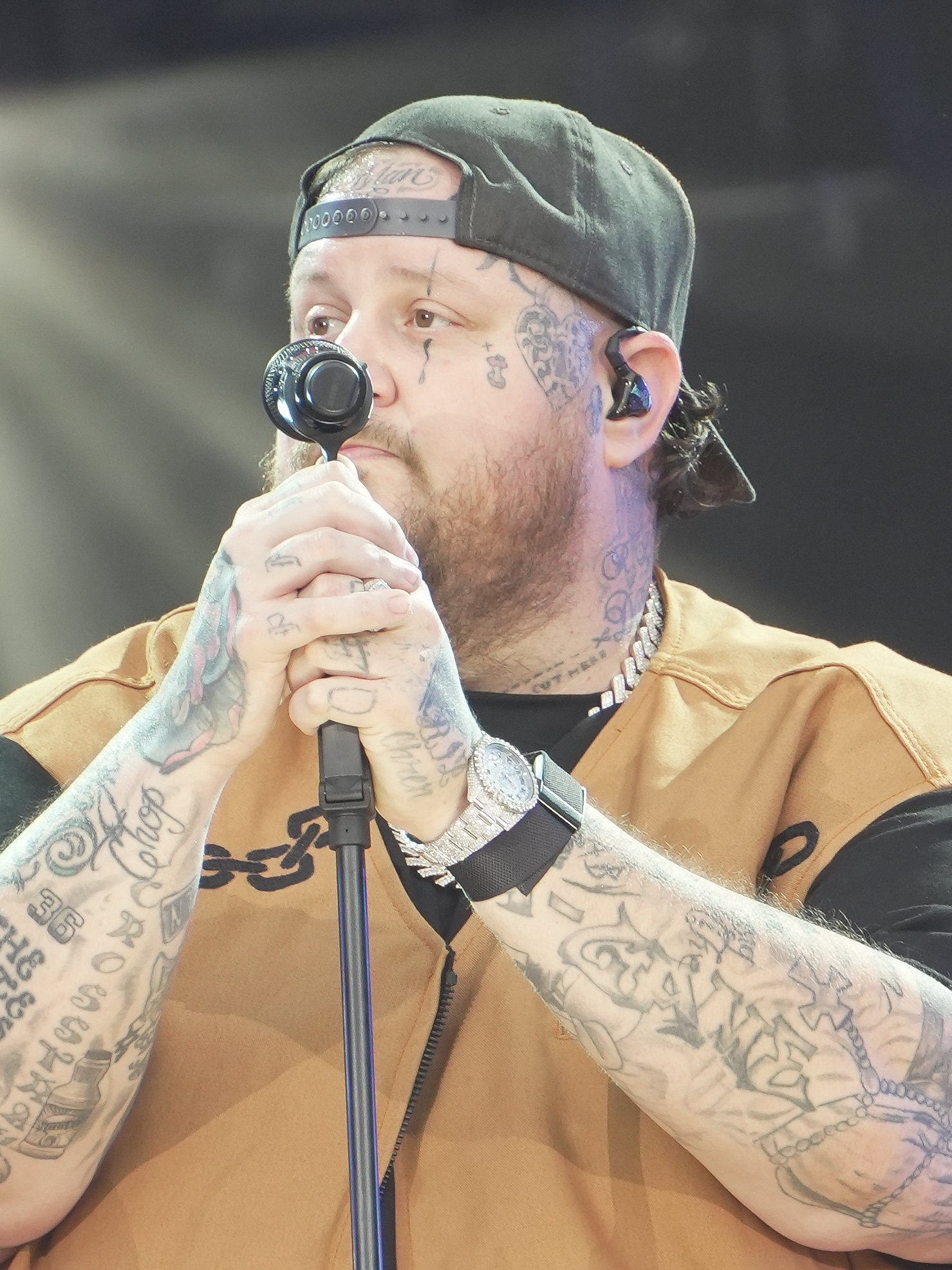
Jelly Roll (* 1984)

- Roll, Johann Baptist von (1683–1733), Komtur des Deutschen Ordens
- Roll, John McCarthy (1947–2011), US-amerikanischer Richter
- Roll, Karl (1850–1934), österreichischer Jurist und Numismatiker
- Röll, Karl (1916–1968), deutscher Fußballspieler
- Roll, Ludwig von (1771–1839), Schweizer Offizier, Politiker und Unternehmer
- Roll, Matthias (* 1991), deutscher Komiker, Webvideoproduzent, Schauspieler und Sänger
- Roll, Maurus von (1653–1714), Abt von Einsiedeln
- Roll, Michael (* 1961), deutscher Schauspieler und SynchronsprecherMichael Roll (* 1961)

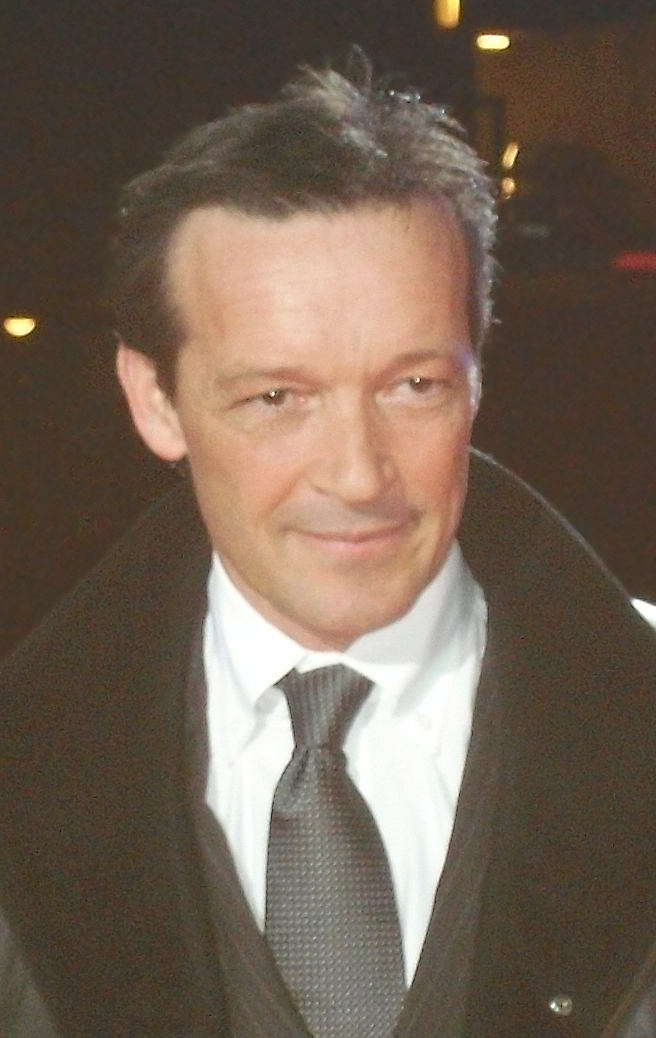
Michael Roll (* 1961)

- Roll, Michael (* 1987), US-amerikanisch-tunesischer Basketballspieler
- Roll, Pierre (1787–1851), französischer Komponist
- Roll, Reinhard Heinrich (1683–1768), deutscher Hochschullehrer an der Universität Gießen
- Roll, René van (* 1966), deutscher Musiker, Musikkabarettist, Komponist und Musikpädagoge
- Roll, Richard (* 1939), US-amerikanischer Wirtschaftswissenschaftler und Hochschullehrer
- Roll, Steffen (* 1977), deutscher Schauspieler
- Roll, Stephan (1904–1974), rumänischer Dichter, Herausgeber und kommunister Aktivist
- Roll, Sylvia (* 1973), deutsche Volleyballspielerin
- Røll, Thomas (* 1977), dänischer Fußballspieler
- Röll, Victor von (1852–1922), österreichischer Ministerialbeamter, Jurist, Herausgeber einer Eisenbahnenzyklopädie
- Röll, Walter (1937–2016), deutscher germanistischer Mediävist und Jiddist
- Roll-Matthiesen, Cathrine (* 1967), norwegische Handballspielerin und -funktionärin

#### Rolla
- Rolla du Rosey, Karl (1784–1862), preußischer Generalmajor und bedeutender Kunstsammler
- Rolla, Alessandro (1757–1841), italienischer Violinist und Komponist
- Rolla, Antonio (1798–1837), italienischer Violinvirtuose und Komponist
- Rolla, Stefano (1937–2003), italienischer Filmemacher
- Rollán, Jesús Miguel (1968–2006), spanischer Wasserballspieler
- Rolland du Plessis, Nicolas, französischer Rechtsanwalt, Politiker und Autor
- Rolland, Alphonse (1919–2012), französischer Fußballspieler
- Rolland, Amédée (1914–2000), französischer Radrennfahrer
- Rolland, Antonin (* 1924), französischer Radrennfahrer
- Rolland, Astrel (* 1899), haitianischer Sportschütze
- Rolland, Bella (* 1994), US-amerikanische Pornodarstellerin
- Rolland, Brieuc (* 2003), französischer Radrennfahrer
- Rolland, Camille (1875–1964), französischer Politiker
- Rolland, Claude (1910–1973), französischer römisch-katholischer Ordensgeistlicher, Bischof von Antsirabé
- Rolland, Colette (* 1943), französische Informatikerin und Hochschullehrerin
- Rolland, Eric, US-amerikanischer Schauspieler
- Rolland, Eugène (1846–1909), französischer Ethnologe, Philologe, Romanist, Dialektologe und Lexikograf
- Rolland, Gabi (* 1963), deutsche Politikerin (SPD), MdL
- Rolland, Henri (1887–1970), französischer Genealoge und Klassischer Archäologe
- Rolland, Jacques-Francis (1922–2008), französischer Journalist und Schriftsteller
- Rolland, Jannick (* 1961), französisch-US amerikanische Ingenieurin für Optik, Hochschullehrerin und Managerin
- Rolland, Jean (1935–1967), französischer Autorennfahrer
- Rolland, Jean-Christophe (* 1968), französischer Ruderer
- Rolland, Jean-Louis (1891–1970), französischer Politiker
- Rolland, Johanna (* 1979), französische Politikerin (Parti socialiste)
- Rolland, Jules (1877–1929), französischer Turner
- Rolland, Kévin (* 1989), französischer Freestyle-Skisportler
- Rolland, Madeleine (1872–1960), französische Pazifistin und Übersetzerin
- Rolland, Marion (* 1982), französische Skirennläuferin
- Rolland, Michel (* 1947), französischer Önologe
- Rolland, Patrick (* 1969), französischer Eishockeytorwart und -trainer
- Rolland, Paul (1911–1978), US-amerikanischer Bratschist und Musikpädagoge ungarischer Herkunft
- Rolland, Pierre (1926–1967), französischer Schachspieler und Professor für Philosophie
- Rolland, Pierre (* 1986), französischer Radrennfahrer
- Rolland, Romain (1866–1944), französischer SchriftstellerRomain Rolland (1866–1944)

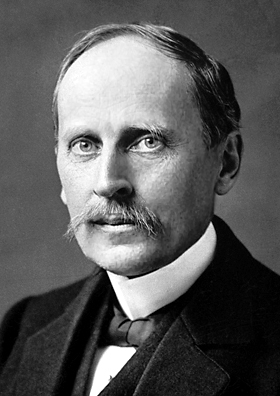
Romain Rolland (1866–1944)

- Rolland, Walter (1928–2016), deutscher Rechtswissenschaftler und Verwaltungsbeamter
- Rollandin, Augusto (1949–2024), italienischer Politiker (Union Valdôtaine), Präsident des Aostatals
- Rollason, Jon (1931–2016), britischer Schauspieler und Autor
- Rollaz du Rosey, Imbert († 1704), preußischer Generalmajor, Hauptmann der Brandenburger Schweizergarde

#### Rollb
- Rollberg, Roland (* 1965), deutscher Ökonom und Hochschullehrer
- Rollberg, Sabine (* 1953), deutsche Fernsehjournalistin

#### Rolle
- Rolle, Ahsha (* 1985), US-amerikanische Tennisspielerin
- Rolle, Benjamin (* 1989), deutscher Pokerspieler
- Rolle, Bernd (* 1949), deutscher Verleger
- Rolle, Christian Friedrich (1681–1751), deutscher Organist und Komponist des Barock
- Rolle, Christoph (1806–1870), Schweizer Politiker
- Rolle, Dietrich (1929–2008), deutscher Literaturwissenschaftler
- Rolle, Esther (1920–1998), US-amerikanische Schauspielerin
- Rolle, Friedrich (1827–1887), deutscher Paläontologe
- Rolle, Georg (1855–1934), deutscher Sänger der Stimmlage Bass und Gesangspädagoge
- Rolle, Hermann (1864–1929), deutscher Ethnographica- und Naturalienhändler und Malakologe
- Rolle, James (* 1964), US-amerikanischer Sprinter
- Rolle, Johann Heinrich (1716–1785), deutscher Komponist und Musikpädagoge
- Rölle, Joseph (1815–1870), deutscher Gutsbesitzer und Politiker
- Rolle, Jürgen (* 1947), deutscher Politiker (SPD) und Sozialwissenschaftler
- Rolle, Michel (1652–1719), Mitglied der Academie des sciences
- Rolle, Myron (* 1986), bahamaisch-US-amerikanischer Footballspieler
- Rolle, Renate (* 1941), deutsche Prähistorikerin
- Röllecke, Beate, deutsche Konzert-Cembalistin und Musikhochschul-Dozentin
- Rolleder, Anton (1910–1976), österreichischer Anthropologe, Psychiater, Neurologe, Rechtsmediziner und NS-Funktionär
- Rölleke, Heinz (1936–2023), deutscher Germanist und Erzählforscher
- Rollem, Terje (1915–1993), norwegischer Oberst und Anführer des Milorg
- Rollemann, Gottfried von (1729–1772), Propst des Stiftes Klosterneuburg (1766–1772)
- Rollenhagen, Gabriel (1583–1619), deutscher Dichter, Schriftsteller und Emblematiker
- Rollenhagen, Georg (1542–1609), deutscher Schriftsteller, Pädagoge und Prediger
- Roller, Alfred (1864–1935), österreichischer Bühnenbildner und Maler
- Roller, Anna (* 1993), deutsche Regisseurin und DrehbuchautorinAnna Roller (* 1993)

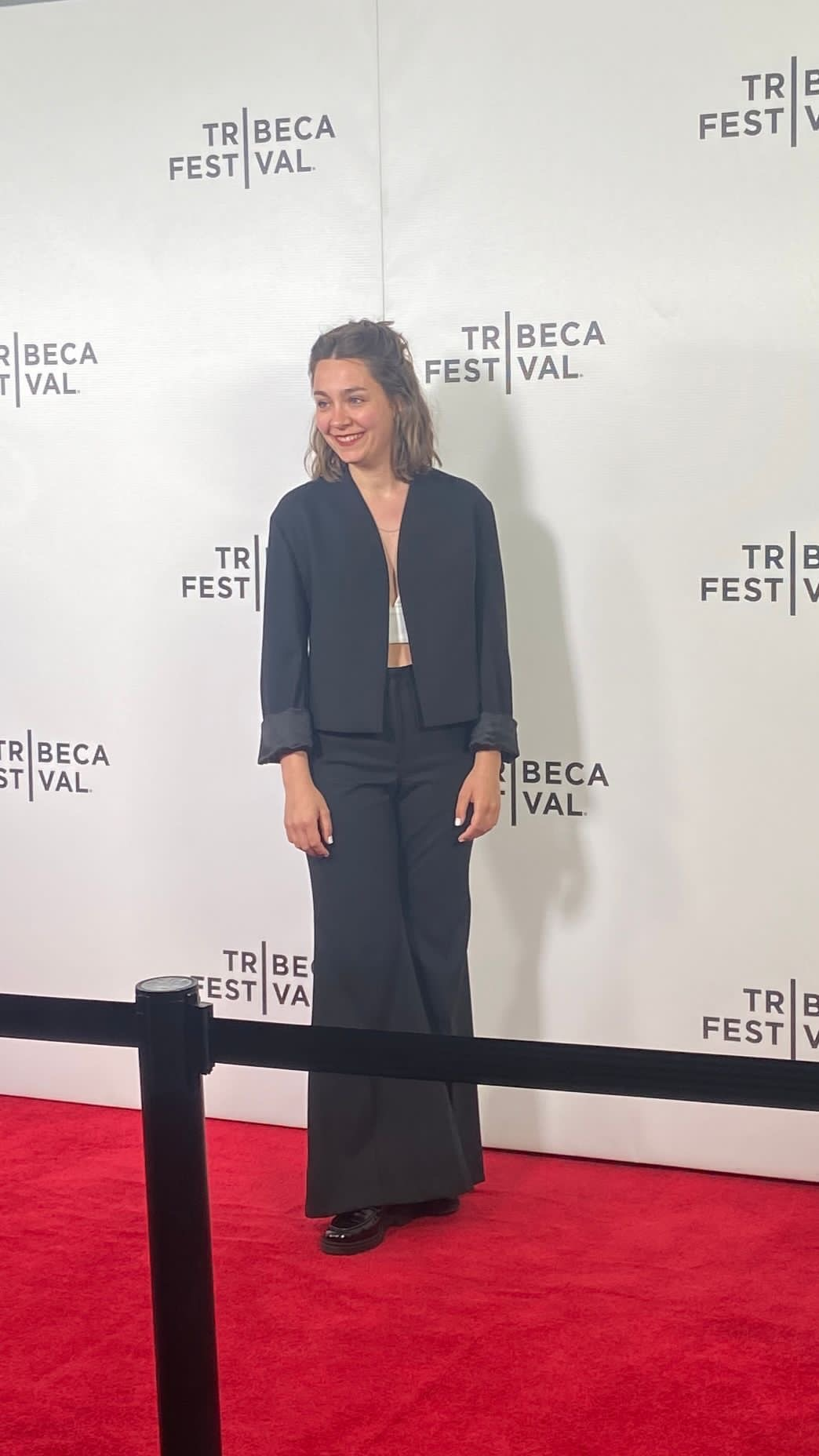
Anna Roller (* 1993)

- Roller, Christian Friedrich Wilhelm (1802–1878), deutscher Psychiater
- Roller, Christian Nicolaus (1745–1818), Professor am Gymnasium Illustre in Bremen und Autor einer Geschichte Bremens
- Roller, Edeltraud (1957–2020), deutsche Politikwissenschaftlerin
- Roller, Eduard (1891–1983), deutscher Verwaltungsjurist
- Roller, Florian (* 1992), deutscher Ruderer
- Roller, Gustav (1895–1959), deutscher Fußballspieler
- Roller, Heinrich (1839–1916), deutscher Stenograph
- Röller, Herbert (1927–2019), deutscher Genetiker
- Roller, Hugo (1907–1990), deutscher Politiker (SPD), MdL
- Roller, Jochen (* 1971), deutscher Choreograf und Performancekünstler
- Roller, Joseph (1929–1988), luxemburgischer Fußballspieler
- Roller, Julius (1862–1946), österreichischer Jurist und Politiker
- Roller, Klaus (1929–2000), deutscher Kirchenmusiker, Organist und Komponist
- Röller, Lars (* 1999), deutscher Handballspieler
- Röller, Lars-Hendrik (* 1958), deutscher ÖkonomLars-Hendrik Röller (* 1958)

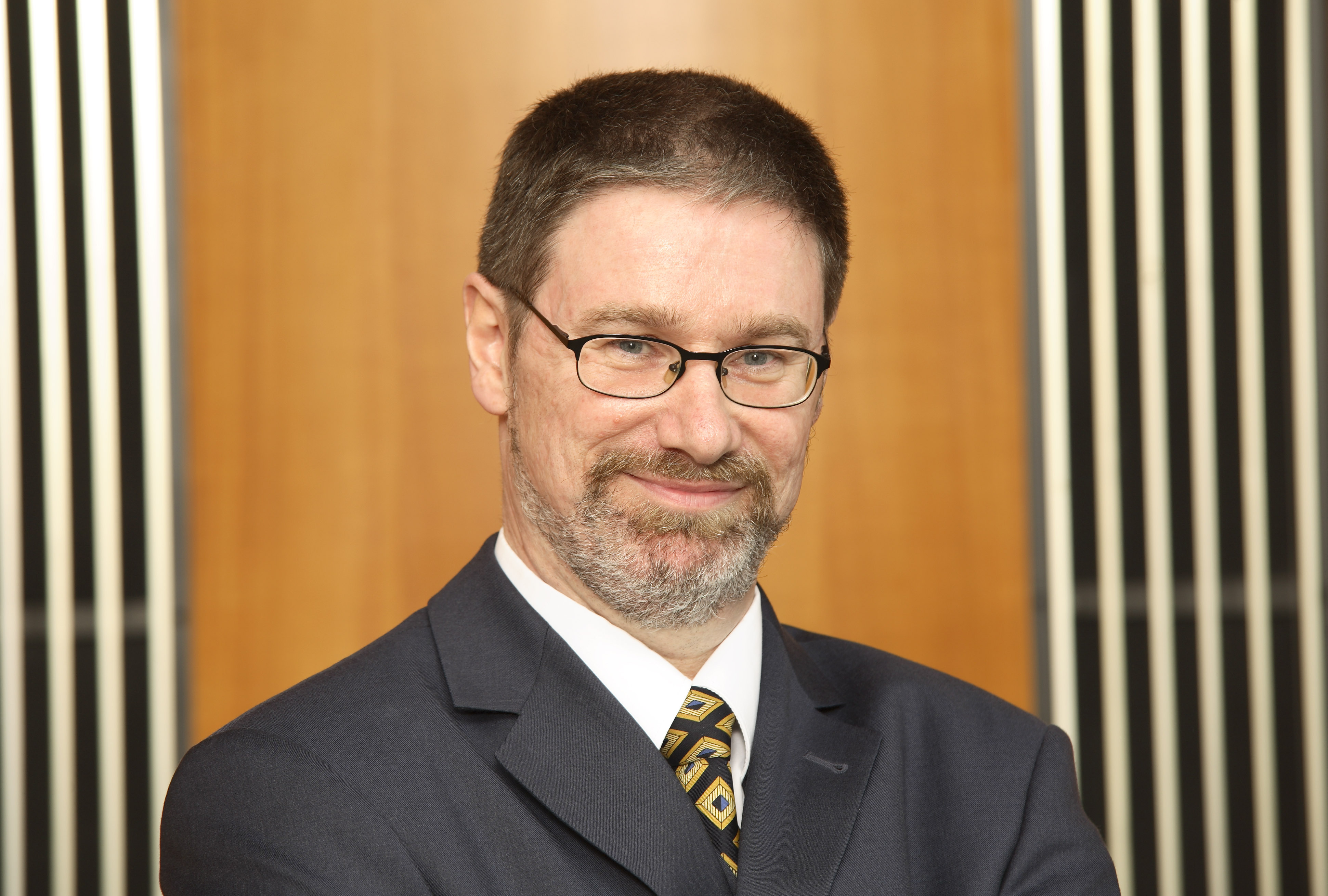
Lars-Hendrik Röller (* 1958)

- Roller, Mayumi (* 1991), amerikanische Seglerin
- Roller, Mileva (1886–1949), österreichische Malerin
- Röller, Nils (* 1966), deutscher Philosoph, Medienwissenschaftler und Kulturtheoretiker
- Röller, Oliver (* 1967), deutscher Biologe, Naturkundler und Umweltpädagoge
- Roller, Olivier (* 1971), französischer Fotograf
- Roller, Otto (1927–2017), deutscher Archäologe
- Roller, Otto Konrad (1871–1936), deutscher Historiker, Genealoge und Numismatiker
- Roller, Pascal (* 1976), deutscher Basketballspieler
- Roller, Peter (* 1948), slowakischer Bildhauer, Zeichner und Grafiker
- Roller, Philip (* 1994), deutsch-thailändischer Fußballspieler
- Roller, Samuel David (1779–1850), deutscher lutherischer Pfarrer
- Roller, Stefan (* 1961), deutscher Kunsthistoriker und Kurator
- Roller, Theodor (1915–2008), deutscher Widerstandskämpfer gegen den Nationalsozialismus
- Röller, Ulf-Jensen (* 1964), deutscher Fernsehjournalist
- Roller, Ursula (* 1936), deutsch Pionierin der Hospizbewegung
- Röller, Wolfgang (1929–2018), deutscher Bankier
- Rollergirl (* 1975), deutsche SängerinRollergirl (* 1975)

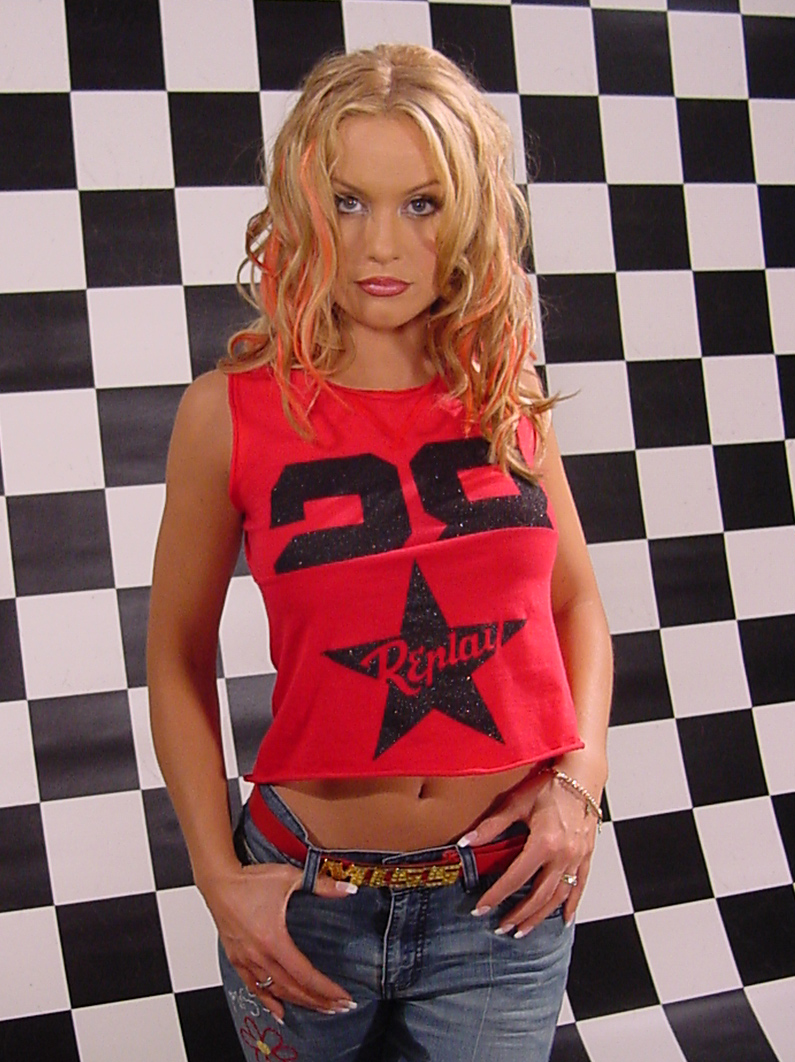
Rollergirl (* 1975)

- Rollès, Hélène (* 1966), französische Schauspielerin und Sängerin
- Rolleston, George (1829–1881), englischer Arzt und Physiologe
- Rollet, Christian (* 1948), französischer Schlagzeuger
- Rollet, Louis (1915–2001), französischer Kolonialbeamter
- Rollet-Andriane, Louis-Jacques (1923–2009), französischer Widerstandskämpfer, Kulturfunktionär und Schriftsteller
- Rolletschek, Josef (1859–1934), böhmischer Genremaler, Vertreter der Weimarer Malerschule
- Rollett, Adolf (1885–1915), österreichischer Chemiker
- Rollett, Alexander (1834–1903), österreichischer Physiologe, Histologe und Politiker, Landtagsabgeordneter
- Rollett, Anton (1778–1842), österreichischer Sammler, Naturforscher und Arzt
- Rollett, Brigitte A. (1934–2024), österreichische Psychologin
- Rollett, Edwin (1889–1964), österreichischer Erzähler und Publizist
- Rollett, Hermann (1819–1904), österreichischer Dichter des Vormärz, Kunstschriftsteller und Heimatforscher

#### Rollf
- Rollfuß, Johannes (1859–1906), deutscher Politiker

#### Rollh
- Rollhäuser, Heinz (1919–2003), deutscher Mediziner
- Rollhäuser, Lorenz (* 1953), deutscher Hörfunkautor
- Rollhäuser, Peter (1889–1937), russlanddeutscher römisch-katholischer Geistlicher und Märtyrer

#### Rolli
- Rolli, Bernard (* 1942), Schweizer Pantomime und Restaurator
- Rolli, Hans (1903–1982), deutscher Architekt und Glockensachverständiger
- Rölli, Marc (* 1969), Hochschullehrer (Philosophie)
- Rolli, Markus (* 1991), deutscher Triathlet
- Rolli, Paolo Antonio (1687–1765), italienischer Dichter und Librettist
- Rölli, Patrick (* 1972), Schweizer Skilangläufer
- Rollick, Bruce (1943–2008), kanadischer Badmintonspieler
- Rollick, Judi (1944–2022), kanadische Badmintonspielerin
- Rollier, Arist (1919–1997), Schweizer Politiker (FDP)
- Rollier, Auguste (1874–1954), Schweizer Arzt und Chirurg
- Rollier, Baptiste (* 1982), Schweizer Orientierungsläufer
- Rollier, Catherine (* 1955), Schweizer Künstlerin und Graphikdesignerin
- Rollier, Charles (1912–1968), Schweizer Maler
- Rollier, Louis (1859–1931), Schweizer Geologe und Paläontologe
- Rollies, Gito (1947–2008), indonesischer Sänger und Schauspieler
- Röllig, Carl Leopold († 1804), deutscher Komponist der Klassik
- Röllig, Johann Christian (* 1716), deutscher Komponist und Kapellmeister
- Röllig, Johann Georg (1710–1790), deutscher Komponist und Kapellmeister
- Röllig, Mario (* 1967), deutscher Politiker (CDU)
- Rollig, Stella (* 1960), österreichische Kulturmanagerin, Autorin und Journalistin
- Röllig, Wolfgang (1932–2023), deutscher Altorientalist
- Rollin, Bernard (1943–2021), US-amerikanischer Philosoph, Professor für Philosophie und Nutztierwissenschaften
- Rollin, Bernard Vincent (1911–1969), britischer Physiker
- Rollin, Charles (1661–1741), französischer Historiker und Pädagoge
- Rollin, Christian Jeremias (1703–1781), deutscher Arzt und Hochschullehrer
- Rollin, Dominique (* 1982), kanadischer Radrennfahrer
- Rollin, Henri (1885–1955), französischer Marineoffizier, Historiker und Essayist
- Rollin, Jean (1938–2010), französischer Regisseur und Drehbuchautor
- Röllin, Olivia (* 1990), Schweizer Moderatorin, Philosophin, Religionswissenschaftlerin und freie Journalistin
- Rollinat, Maurice (1846–1903), französischer Dichter
- Rolling Thunder (1916–1997), US-amerikanischer Medizinmann vom Stamm der Cherokee-Indianer
- Rolling, Danny (1954–2006), US-amerikanischer SerienmörderDanny Rolling (1954–2006)

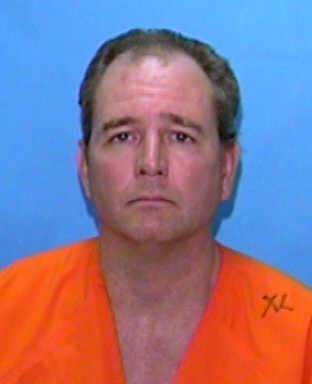
Danny Rolling (1954–2006)

- Rollingen, Heinrich Hartard von (1633–1719), Fürstbischof von Speyer und Fürstpropst von Weißenburg (1711–1719)
- Rollingen, Karl Wolfgang Heinrich von (1676–1730), deutscher Adeliger und Domherr
- Rollinger, Christian (* 1982), luxemburgischer Althistoriker
- Rollinger, Claus (* 1950), deutscher Informatiker
- Rollinger, Norbert (* 1964), luxemburgischer Versicherungsmanager
- Rollinger, Robert (* 1964), österreichischer Althistoriker und Altorientalist
- Röllinghoff, Martin (1941–2022), deutscher Mediziner
- Rollini, Adrian (1903–1956), US-amerikanischer Jazzmusiker
- Rollini, Arthur (1912–1993), amerikanischer Jazz- und Unterhaltungsmusiker
- Rollins, Al (1926–1996), kanadischer Eishockeyspieler
- Rollins, Brooke (* 1972), US-amerikanische Juristin und Politikerin
- Rollins, Dennis (* 1964), britischer Jazzmusiker (Posaune)
- Rollins, Ed (* 1943), US-amerikanischer Politikberater und -stratege der Republikanischen Partei
- Rollins, Edward H. (1824–1889), US-amerikanischer Politiker (Republikanische Partei)
- Rollins, Frank W. (1860–1915), US-amerikanischer Politiker und Gouverneur von New Hampshire
- Rollins, Henry (* 1961), US-amerikanischer Musiker, Schriftsteller und SchauspielerHenry Rollins (* 1961)

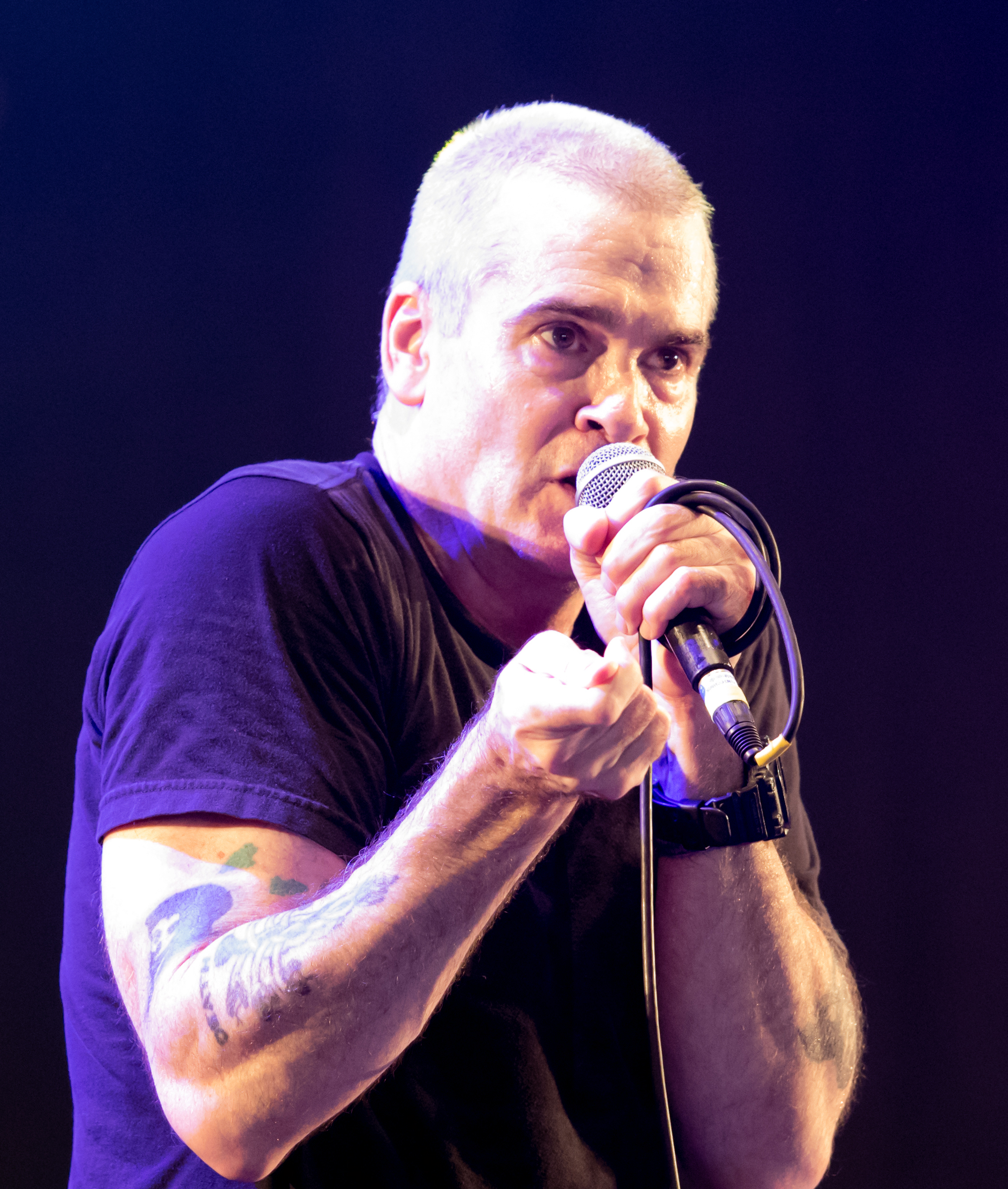
Henry Rollins (* 1961)

- Rollins, Howard (1950–1996), US-amerikanischer Film- und Theaterschauspieler
- Rollins, James (* 1961), amerikanischer Veterinärmediziner und Autor
- Rollins, James S. (1812–1888), US-amerikanischer Politiker
- Rollins, John W. (1916–2000), US-amerikanischer Politiker
- Rollins, John Wenlock (1862–1940), britischer Bildhauer
- Rollins, Kenny (1923–2012), US-amerikanischer Basketballspieler
- Rollins, Kevin (* 1978), US-amerikanischer American-Football-Spieler
- Rollins, Leslie E., US-amerikanischer Bühnenbildner und Artdirector
- Rollins, Rose (* 1981), US-amerikanische Schauspielerin und Model
- Rollins, Seth (* 1986), US-amerikanischer WrestlerSeth Rollins (* 1986)

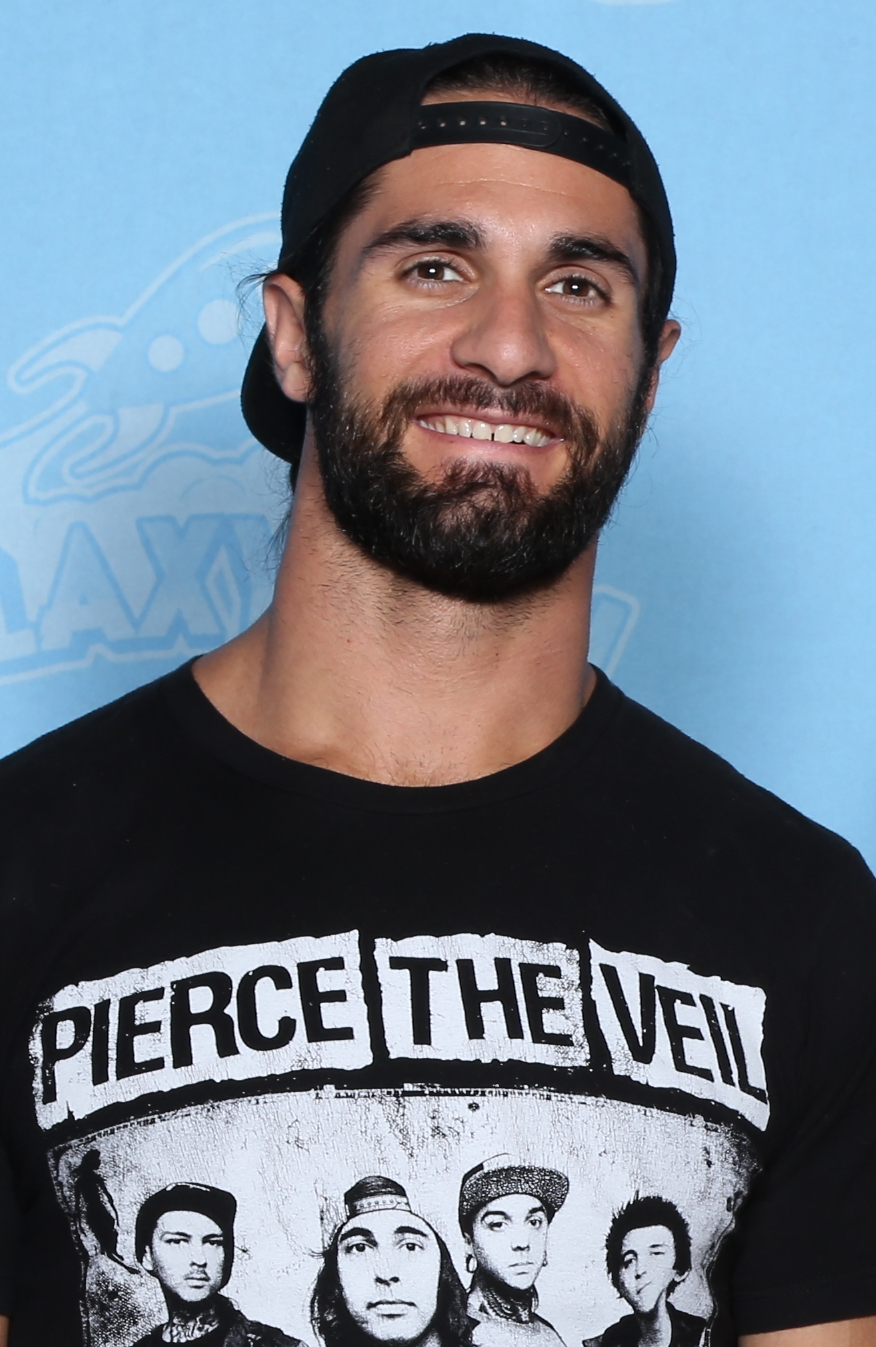
Seth Rollins (* 1986)

- Rollins, Shorty (1929–1998), US-amerikanischer NASCAR-Rennfahrer
- Rollins, Sonny (* 1930), US-amerikanischer Tenorsaxophonist
- Rollins, Wendell (1917–1990), US-amerikanischer Radrennfahrer
- Rollins, Winston (* 1966), britischer Jazzmusiker (Posaune, Keyboards) und Musikproduzent
- Rollinson, Alan (1943–2019), britischer Automobilrennfahrer
- Rollinson, Dave (* 1947), britischer Radrennfahrer
- Rollius, Charlotte (1882–1946), deutsche Grafikerin

#### Rollm
- Rollmann, Dietrich (1932–2008), deutscher Jurist, Werbekaufmann und Politiker (CDU), MdHB, MdB
- Rollmann, Hans (1877–1940), deutscher Schuhfabrikant
- Rollmann, Julius (1827–1865), deutscher Landschaftsmaler
- Rollmann, Julius (1866–1955), deutscher Bauingenieur, Hafenbaudirektor und Ministerialrat
- Rollmann, Jürgen (* 1966), deutscher Fußballtorwart, Diplom-Journalist und Koordinator der Fußball-WM 2006
- Rollmann, Max (1857–1942), deutscher Admiral der Kaiserlichen Marine
- Rollmann, Wilhelm (1821–1890), deutscher Erfinder
- Rollmann, Wilhelm (1907–1943), deutscher Marineoffizier und U-Bootkommandant im Zweiten Weltkrieg
- Rollmer, Frank, französischer Filmproduzent

#### Rolln
- Rollnick, Stephen (* 1952), britischer Psychologe und Hochschullehrer
- Rollnik, Gabriele (* 1950), deutsche Terroristin der Bewegung 2. Juni
- Rollnik, Horst (1931–2011), deutscher theoretischer Physiker

#### Rollo
- Rollo (* 846), WikingerRollo (* 846)

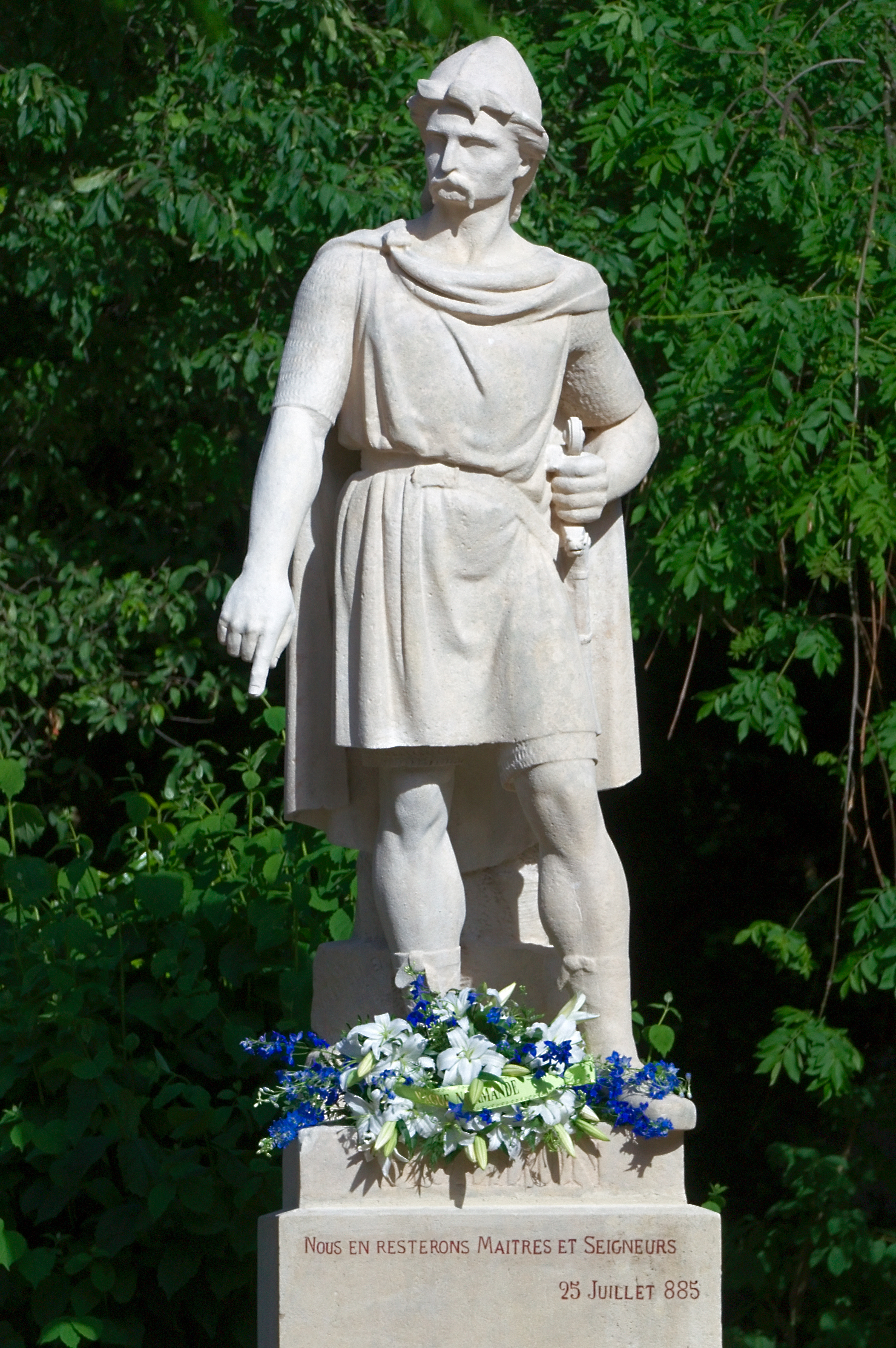
Rollo (* 846)

- Rollo, Alex (1926–2004), schottischer Fußballspieler und -trainer
- Rollo, Piero (1927–2001), italienischer Boxer
- Rollo, Pinkie (* 1933), US-amerikanische Autorennfahrerin
- Rollo, Zoot Horn (* 1949), US-amerikanischer Gitarrist
- Rollof, Ulf (* 1961), schwedischer Installationskünstler
- Rollow, Werner (* 1937), deutscher Grafiker, Cartoonist und Karikaturist

#### Rolls
- Rolls, Charles (1877–1910), britischer Unternehmer, Flugpionier und Automobilrennfahrer und Mitgründer des Automobil-Unternehmens Rolls-RoyceCharles Rolls (1877–1910)
- Rolls, Chris P. (* 1971), Buchautorin

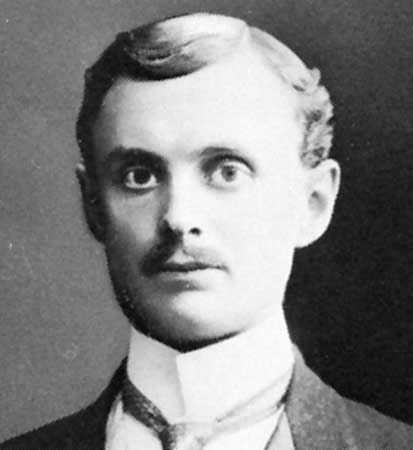
Charles Rolls (1877–1910)

- Rolls, Ernest C., australischer Theaterleiter
- Rolls, Rebecca (* 1975), neuseeländische Fußballtorhüterin
- Rolls, Ronny (* 1941), deutscher Travestiekünstler
- Rollsdorf, Sunny (* 1974), deutsche Schauspielerin, Sängerin und Musicaldarstellerin

#### Rollw
- Rollwag, Johann Georg (1579–1647), Bürgermeister in Heilbronn
- Rollwage, Robert (1912–1989), deutscher Politiker (CDU), MdL
- Rollwagen, Claus Jansen, niederländischer Landmesser und Deichgraf
- Rollwagen, Friedrich (1922–2005), österreichischer Architekt
- Rollwagen, Hans (1868–1912), deutscher Verleger, Politiker (SPD) und Mitglied des Bayerischen Landtags
- Rollwagen, Hans (1892–1992), deutscher Politiker (SPD)
- Rollwagen, Johann Clausen, niederländischer Deichgraf
- Rollwagen, Walter (1909–1993), deutscher Physiker

#### Rolly
- Rolly, Friedrich (1874–1930), deutscher Internist
- Rolly, Maria (1925–2021), Schweizer Künstlerin der Art Brut
- Rolly, Wolfgang (1927–2008), deutscher Weihbischof in Mainz und Titularbischof von Taborenta

### Roln
- Rolnik, Eran (* 1965), israelischer Psychiater, Psychoanalytiker und Historiker
- Rolnikaitė, Mascha (1927–2016), litauische Buchautorin und Holocaustüberlebende

### Rolo
- Rolo, Paul (1917–1992), Historiker
- Roloff, Alexander (* 1980), deutscher Autorennfahrer
- Roloff, Alfred (1879–1951), deutscher Maler und IllustratorAlfred Roloff (1879–1951)

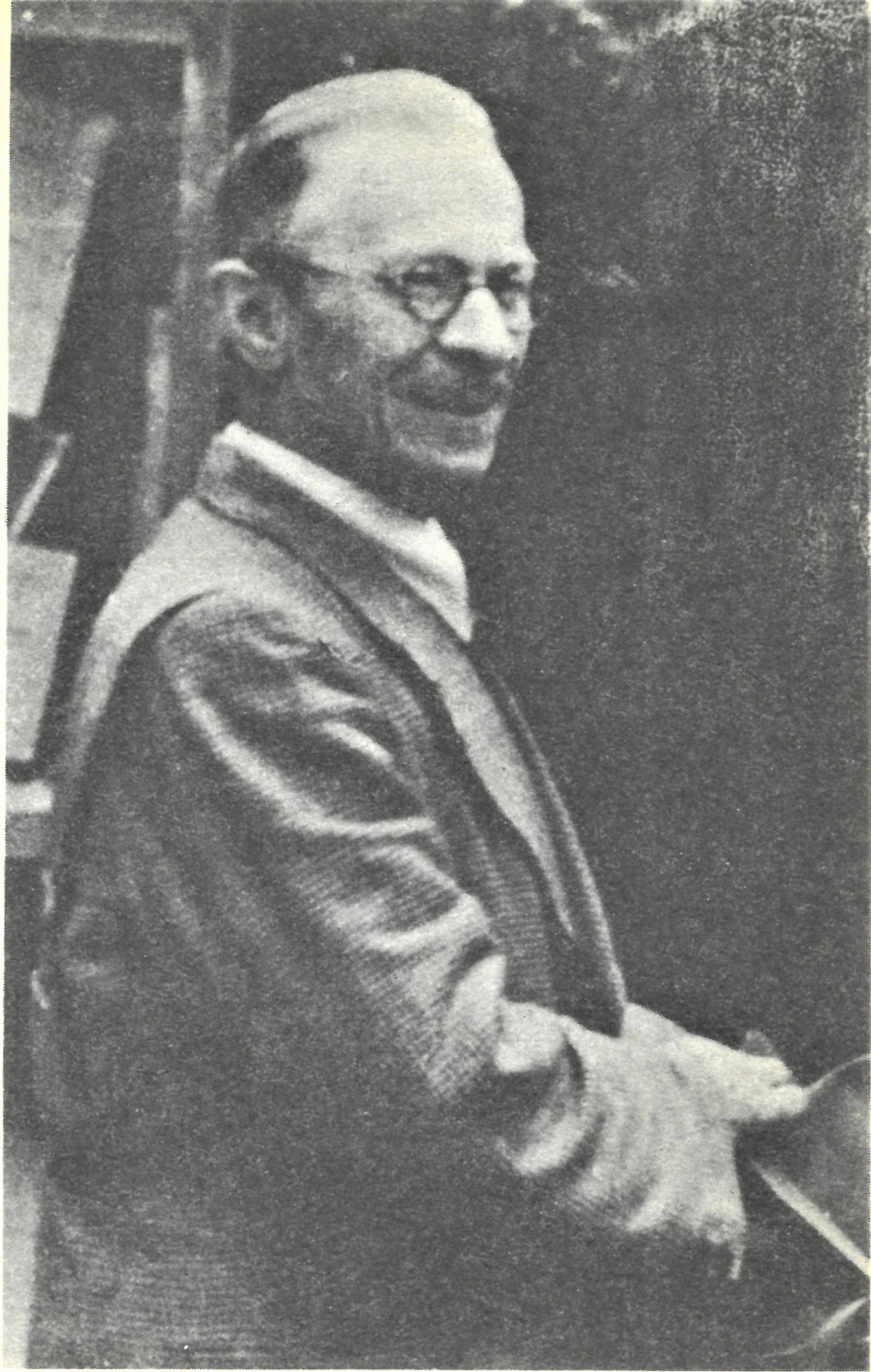
Alfred Roloff (1879–1951)

- Roloff, Andreas (* 1955), deutscher Forstwissenschaftler
- Roloff, Annika (* 1991), deutsche Dreispringerin, Ex-Stabhochspringerin
- Roloff, Brian (* 1986), US-amerikanischer Eishockeyspieler
- Roloff, Carola (* 1959), deutsche Buddhologin
- Roloff, Eckart (* 1944), deutscher Journalist, Medienforscher und Buchautor
- Roloff, Elisabeth (1937–2008), deutsche Organistin
- Roloff, Ernst August (1886–1955), deutscher Hochschullehrer und Politiker
- Roloff, Ernst M. (1867–1935), deutscher Philologe und Pädagoge
- Roloff, Ernst-August (1926–2017), deutscher Lehrer, Historiker und Politikwissenschaftler
- Roloff, Fränze (* 1896), deutsche Schauspielerin und Hörspielregisseurin
- Roloff, Friedrich Heinrich (1830–1885), deutscher Tierarzt
- Roloff, Gustav (1866–1952), deutscher Historiker und Hochschullehrer
- Roloff, Hans-Gert (* 1932), deutscher Alt-Germanist
- Roloff, Heinrich (1911–1980), deutscher Bibliothekar
- Roloff, Heinz (1913–1998), deutscher Unternehmer und Fußballfunktionär
- Roloff, Helga (1923–2010), deutsche Schauspielerin und Sprecherin
- Roloff, Helmut (1912–2001), deutscher Musiker, Pianist, Widerstandskämpfer der Roten KapelleHelmut Roloff (1912–2001)

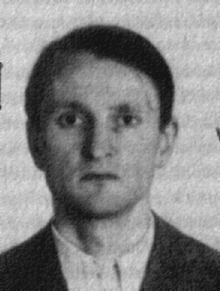
Helmut Roloff (1912–2001)

- Roloff, Hermann (1900–1972), deutscher Architekt, Raumplaner und Hochschullehrer
- Roloff, Johann Gottfried (1741–1809), deutscher Richter und Parlamentarier
- Roloff, Johannes (* 1957), deutscher Pianist und Arrangeur
- Roloff, Jürgen (1930–2004), deutscher evangelischer Theologe und Hochschullehrer
- Roloff, Jürgen (* 1958), deutscher Fußballspieler
- Roloff, Klaus (* 1952), deutscher Ruderer
- Roloff, Lester (1914–1982), US-amerikanischer evangelikaler Prediger
- Roloff, Ludwig (1814–1905), deutscher Pädagoge, Journalist und 1848/49 Mitglied der Mecklenburgischen Abgeordnetenversammlung
- Roloff, Marcus (* 1973), deutscher Schriftsteller
- Roloff, Oscar (1840–1911), deutscher Fotograf, Verlagsbuchhändler, Schriftsteller und Maler
- Roloff, Otto (1886–1941), deutscher Politiker (DDP)
- Roloff, Paul (1877–1951), deutscher Maler
- Roloff, Sebastian (* 1974), deutscher Jurist und Richter am Bundesarbeitsgericht
- Roloff, Sebastian (* 1983), deutscher Politiker (SPD) und JuristSebastian Roloff (* 1983)

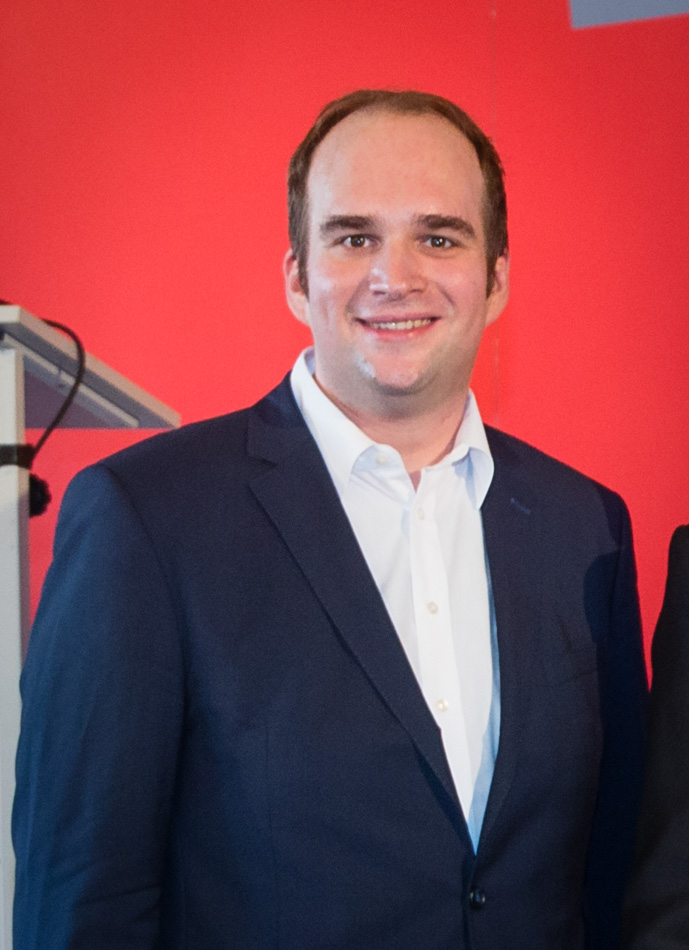
Sebastian Roloff (* 1983)

- Roloff, Stefan (* 1953), deutscher Videokünstler und Filmemacher
- Roloff, Stefanie (* 1967), deutsche Juristin, Richterin am Bundesgerichtshof
- Roloff, Ulrich (* 1955), deutscher Flötist
- Roloff, Wilhelm (1899–1949), deutscher Pneumologe und Tuberkuloseforscher
- Roloff, Wilhelm (1900–1979), deutscher Manager und NS-Gegner
- Roloff-Momin, Ulrich (* 1939), deutscher Politiker (FDP), Berliner Senator für Kulturelle Angelegenheiten im Senat Diepgen III (1991–1996)
- Roloffs, Joseph (1833–1899), deutscher Holzstecher der Düsseldorfer Schule
- Rolón Güepsa, Ramón Alberto (* 1959), kolumbianischer Geistlicher, römisch-katholischer Bischof von Chiquinquirá
- Rolón, Ismael (1914–2010), paraguayischer Geistlicher, römisch-katholischer Erzbischof von Asunción
- Rolón, José (1876–1945), mexikanischer Komponist
- Rolón, Máximo (* 1934), paraguayischer Fußballspieler
- Rolón, Porfirio († 2006), paraguayischer Fußballspieler und -trainer
- Rolón, Raimundo (1903–1981), paraguayischer Politiker und Brigadegeneral
- Roloson, Dwayne (* 1969), kanadischer Eishockeyspieler

### Rolp
- Rolph, James (1869–1934), US-amerikanischer Politiker
- Rolph, Sue (* 1978), britische Schwimmerin
- Rolph, Thomas (1885–1956), US-amerikanischer Politiker
- Rolph, William Henry (1847–1883), deutscher Entomologe

### Rols
- Röls, Amandus († 1748), Abt
- Röls, Johann Kasimir (1646–1715), deutscher römisch-katholischer Geistlicher, Generalvikar und Weihbischof
- Röls, Michael (* 1997), deutscher Politiker (Bündnis 90/Die Grünen), MdL
- Röls, Rogerius (1659–1723), Abt des Klosters Kaisheim
- Rolser, Nadine (* 1990), deutsche Fußballspielerin und -trainerin
- Rolser, Nicole (* 1992), deutsche FußballspielerinNicole Rolser (* 1992)

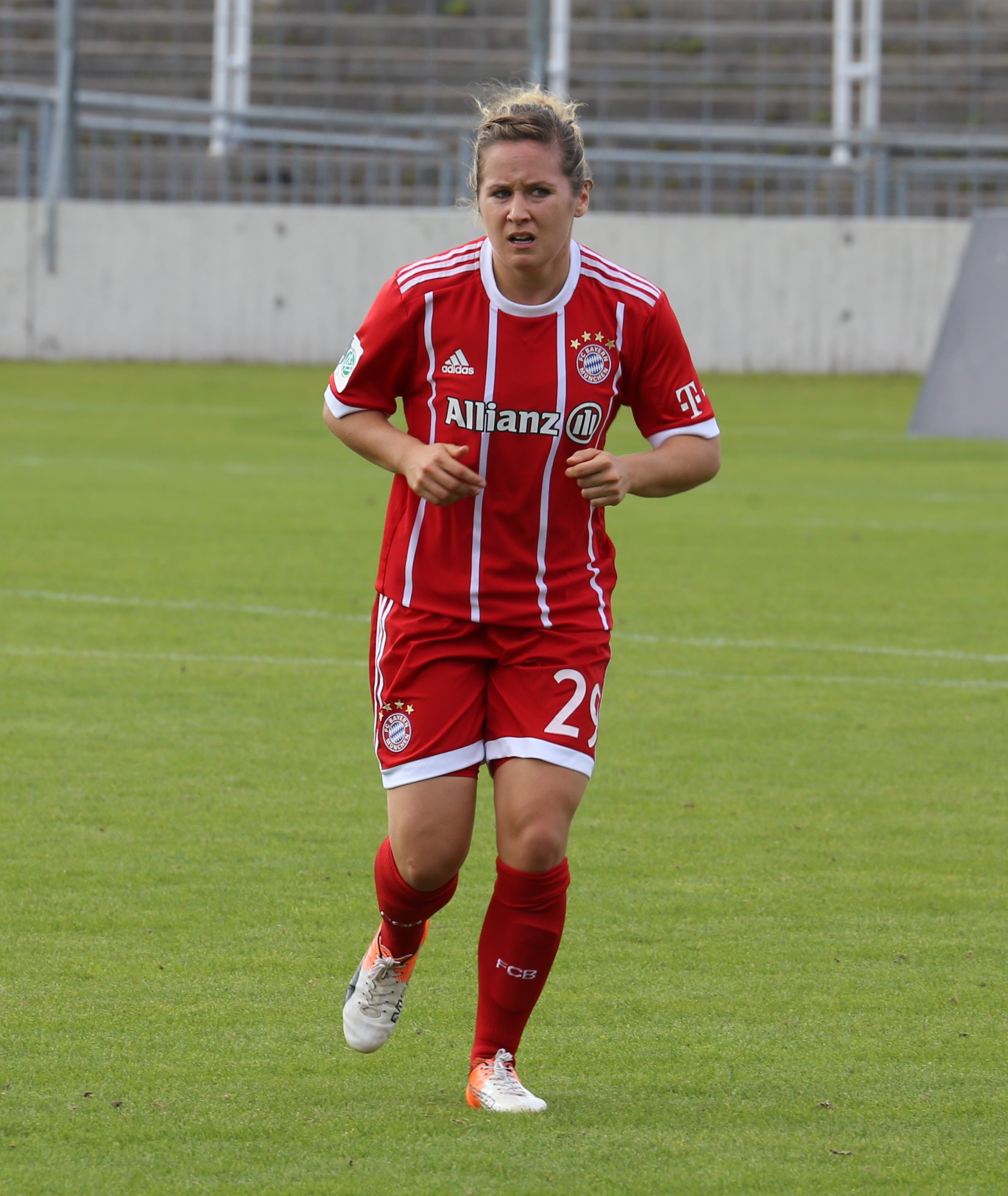
Nicole Rolser (* 1992)

- Rolshausen, Georg von (1795–1868), Gutsbesitzer und Politiker
- Rolshausen, Norbert (* 1962), deutscher Fußballspieler
- Rolshoven, Hans (1894–1918), deutscher Marineflieger im Ersten Weltkrieg
- Rolshoven, Hubertus (1913–1990), deutscher Industriemanager
- Rolshoven, Johanna (* 1959), deutsche Kulturanthropologin
- Rolshoven, Joseph (1842–1902), deutscher Verwaltungsbeamter
- Rolshoven, Julius (1858–1930), US-amerikanischer Porträt-, Genre- und Landschaftsmaler
- Rolssen, Johann Joachim (1751–1841), Bürgermeister der Stadt Riga
- Rolston, Brian (* 1973), US-amerikanischer Eishockeyspieler
- Rolston, Ken, US-amerikanischer Computerspielentwickler
- Rolston, Mark (* 1956), US-amerikanischer Filmschauspieler und TheaterschauspielerMark Rolston (* 1956)

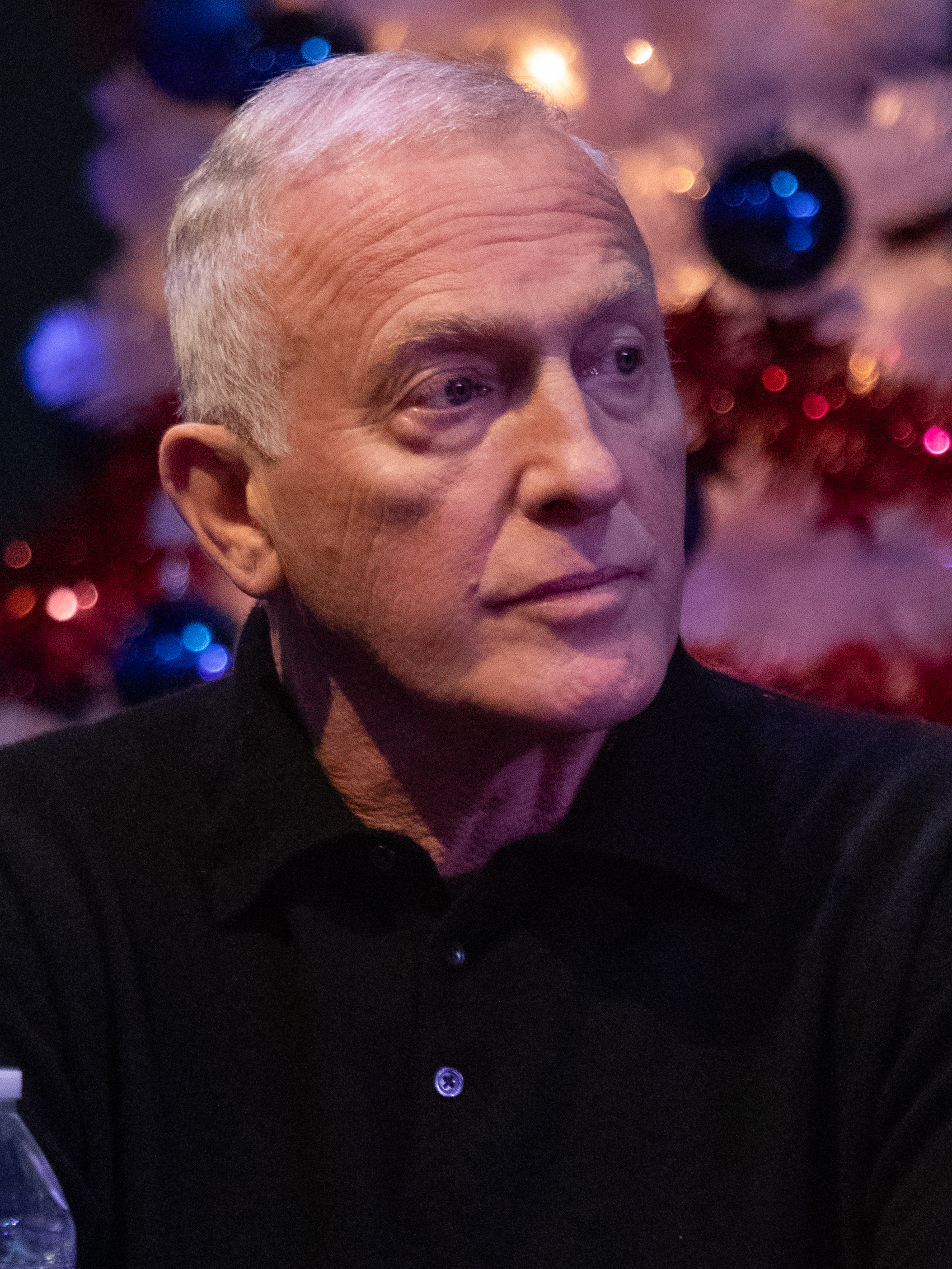
Mark Rolston (* 1956)

- Rolston, Matthew, amerikanischer Fotograf und Regisseur von Musikvideos
- Rolston, Shauna (* 1967), kanadische Cellistin
- Rolston, Thomas (1932–2010), kanadischer Geiger, Dirigent und Musikpädagoge
- Rolston, William Edward (1876–1921), britischer Astronom, Soldat und Gründer der ersten englischsprachigen Tageszeitung in Deutschland

### Rolt
- Rolt, L. T. C. (1910–1974), britischer Schriftsteller und Technikhistoriker
- Rolt, Tony (1918–2008), britischer Autorennfahrer
- Rolton, Gillian (1956–2017), australische Pferdezüchterin und Vielseitigkeitsreiterin

### Rolv
- Rolvaag, Karl (1913–1990), US-amerikanischer Politiker, Gouverneur des Bundesstaates Minnesota (1963–1967)
- Rølvaag, Ole Edvart (1876–1931), norwegisch-US-amerikanischer Schriftsteller
- Rølvåg, Mette Henriette Martedatter (* 1990), norwegische Saxophonistin und Komponistin
- Rølvåg, Sander (* 1990), norwegischer Curler
- Rolvering, Hilliganda (1903–1943), deutsche römisch-katholische Ordensfrau, Missionsschwester und Märtyrin

### Rolz
- Rölz, Johann Baptist (1815–1884), böhmischer okkulter Wunderdoktor, Bergwerksbesitzer, Musiker und Organist
- Rölz, Max (1897–1980), deutscher Politiker (KPD, SED) und Gewerkschafter
- Rölz, Reiko (* 1987), deutscher Theaterschauspieler und Kampfchoreograf